# Gary Cooper
Gary Cooper, właśc. Frank James Cooper (ur. 7 maja 1901 w Helenie, zm. 13 maja 1961 w Los Angeles) – amerykański aktor filmowy. Wielka gwiazda amerykańskiego kina od zmierzchu filmu niemego po koniec „Złotej Ery Hollywood”. Znany z naturalnej, wiarygodnej i powściągliwej gry aktorskiej. Jego życiorys zawodowy obejmował role w większości głównych gatunków filmowych. Postacie, których role grał w ciągu całej kariery zawodowej, przedstawiały idealnego amerykańskiego bohatera. Podczas 35 lat pracy wystąpił w 84 filmach w pierwszoplanowych rolach.
Karierę rozpoczął jako statysta i kaskader, niedługo później otrzymując role filmowe. Najpierw dał się poznać jako westernowy bohater kina niemego. W 1929 roku po premierze jego pierwszego filmu dźwiękowego Wirgińczyk miał już status gwiazdy. Na początku lat 30. poszerzył swój wachlarz wizerunkowy o bardziej stonowane postacie w filmach przygodowych i dramatach, takich jak Pożegnanie z bronią (1932) i Bengali (1935). U szczytu kariery wcielał się w bohatera nowego typu – orędownika zwykłego obywatela, jak w: Panu z milionami (1936), Obywatelu Johnie Doe (1941), Sierżancie Yorku (1941), Dumie Jankesów (1942) i Komu bije dzwon (1943).
W latach powojennych grał postacie dojrzalsze, często pozostające w konflikcie z otoczeniem, jak w filmach The Fountainhead (1949) i W samo południe (1952). W swoich ostatnich filmach grał role niestosujących przemocy, szukających odkupienia bohaterów, jak w Przyjacielskiej perswazji (1956) i w Człowieku z Dzikiego Zachodu (1958).
Dwukrotny laureat Nagrody Akademii Filmowej (za role w filmach Sierżant York i W samo południe), zdobywca honorowego Oscara (1961) za całokształt twórczości. Znajdował się w czołowej dziesiątce najpopularniejszych ludzi filmu przez kolejne 23 lata, będąc również jedną z najlepiej zarabiających gwiazd przez 18 lat. American Film Institute uplasował Coopera na 11. miejscu listy 25 najlepszych aktorów amerykańskiej kinematografii.
W 1933 zawarł związek małżeński z Veroniką Balfe (1913–2000), z którą miał jedną córkę. Ich małżeństwo zostało zakłócone trzyletnią separacją spowodowaną romansem aktora z Patricią Neal.

## Młodość

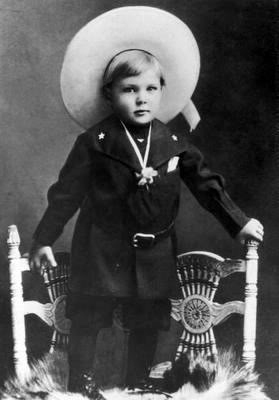
Dwuletni Cooper przebrany za kowboja, 1903

Frank James Cooper urodził się 7 maja 1901 przy 730 Eleventh Avenue w miejscowości Helena w stanie Montana jako dziecko angielskich imigrantów Alice (z domu Brazier, 1873–1967) i Charlesa Henry’ego Coopera (1865–1946). Jego ojciec pochodził z Houghton Regis w Bedfordshire i został prawnikiem, ranczerem, a ostatecznie sędzią Sądu Najwyższego stanu Montana. Jego matka wyemigrowała z Gillingham w hrabstwie Kent i w Montanie zawarła z Charlesem związek małżeński. W 1906 roku Charles kupił 240-hektarowe ranczo Seven-Bar-Nine, około 80 km na północ od Heleny. Frank i jego starszy brat Arthur spędzali tam wakacje, ucząc się jazdy konnej, polowania i rybołówstwa. W kwietniu 1908 roku, w wyniku przerwania zapory Hausera, woda częściowo zalała ziemię Cooperów, którym udało się na czas ewakuować z miejsca katastrofy. Frank uczęszczał do Central Grade School w Helena.
Latem 1909 roku Alice, pragnąca, by jej synowie doświadczyli angielskiej edukacji, przeprowadziła się z nimi do Anglii. Chłopcy zostali zapisani do Dunstable Grammar School w Bedfordshire, gdzie Cooper uczył się od 1910 do 1912. Tam uczęszczał na lekcje łaciny i języka francuskiego oraz wziął kilka kursów historii Anglii. Mimo dostosowania się do dyscypliny angielskich szkół i przyswojenia niezbędnych umiejętności towarzyskich nigdy nie potrafił zaakceptować sztywnej struktury szkolnej i formalnych, białych kołnierzy, do których noszenia był zmuszany. Ochrzczony został 3 grudnia 1911 w kościele Wszystkich Świętych w Houghton Regis. W sierpniu 1912 chłopcy wraz z matką wrócili do Stanów Zjednoczonych, a Cooper wznowił naukę w Johnson Grammar School w Helena.
W wieku 15 lat uczestniczył w wypadku samochodowym, w którym doznał urazu biodra. Na czas rehabilitacji udał się na ranczo Seven-Bar-Nine, gdzie na polecenie lekarza jeździł konno. Nieodpowiednia terapia pozostawiła u niego charakterystyczny sztywny, chwiejny krok i lekko przekrzywiony styl jazdy. Po dwóch latach nauki w Helena High School porzucił szkołę i wrócił na rodzinne ranczo, by pomóc przy hodowli 500 sztuk bydła i pracować na pełny etat jako kowboj. W 1919 dzięki zaangażowaniu jego ojca miał szansę ukończyć edukację na poziomie szkoły średniej w Gallatin County High School w Bozeman. Ida Davis, która była jego nauczycielką angielskiego, namówiła go, by skupił się na nauce, dołączył do szkolnego klubu dyskusyjnego i zaangażował się w sztukę dramatyczną. Rodzice Coopera później przyznali, że miała ona duży wkład w ukończenie szkoły przez ich syna. Sam Frank to potwierdzał, mówiąc, że „była kobietą częściowo odpowiedzialną za porzucenie przeze mnie pracy kowboja i pójście na uniwersytet”.

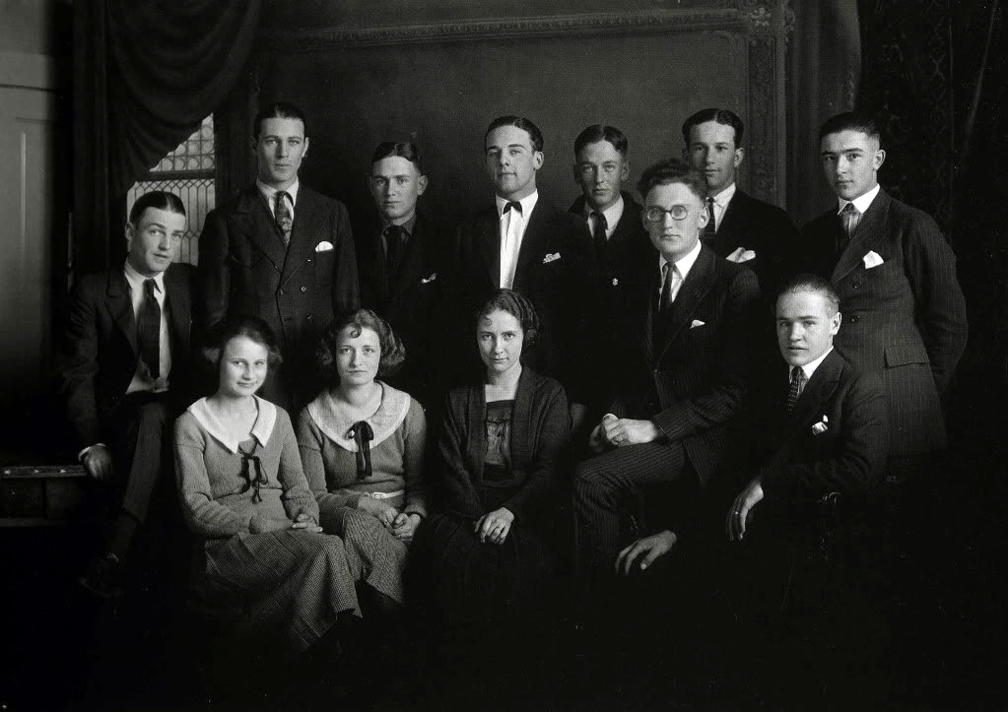
Cooper w Grinnell College (górny rząd, drugi od lewej), 1922

W 1920, wciąż uczęszczając do szkoły średniej, zapisał się na trzy kursy z malarstwa i rysunku na Montana Agricultural College w Bozeman. Jego zainteresowanie tą tematyką miało swój początek w inspiracji dziełami Charlesa Mariona Russella i Frederika Remingtona. Cooper w szczególności podziwiał i badał obraz Lewis and Clark Meeting Indians at Ross' Hole (1910) pędzla Russella, wiszący w Kapitolu Stanu Montana w Helena. W 1922 zapisał się do Grinnell College w Iowa, aby kontynuować edukację malarską. Choć na większości przedmiotów wiodło mu się dobrze, nie został przyjęty do szkolnego klubu dramatycznego. Jego rysunki i akwarele były eksponowane w akademiku, a on sam został wybrany redaktorem uniwersyteckiego albumu absolwentów. W okresie wakacji 1922 i 1923 pracował jako przewodnik wycieczek i kierowca żółtych autokarów w Parku Narodowym Yellowstone. Pomimo obiecujących pierwszych 18 miesięcy na Grinnell College, w lutym 1924 nagle opuścił szkołę i przeniósł się na miesiąc do Chicago, gdzie szukał pracy związanej z malarstwem. Ostatecznie wrócił do Helena, gdzie tworzył i sprzedawał rysunki lokalnej gazecie „Independent”.
Jesienią 1924 Charles Cooper opuścił stanowisko sędziego Sądu Najwyższego stanu Montana i przeniósł się z żoną do Los Angeles, by zarządzać majątkiem dwóch krewnych. Na jego prośbę syn dołączył do rodziców w Kalifornii w Dniu Dziękczynienia 27 listopada 1924. Po kilku tygodniach, po podjęciu szeregu mało obiecujących zajęć, spotkał dwóch znajomych z Montany, Jima Galeena i Jima Callowaya, statystów i kaskaderów w niskobudżetowych westernach dla małych studiów z Gower Street. Poznali go oni z innym kowbojem z Montany, mistrzem rodeo, jednym z najlepszych ujeżdżaczy byków, bulldoggerów i roperów na Zachodzie, Jayem „Slimem” Talbotem. Talbot zaprosił Coopera na spotkanie z kierownikiem obsady, który zaproponował mu pracę. Ponieważ przyszły aktor chciał zebrać pieniądze na pokrycie kosztów zaawansowanego kursu malarstwa, postanowił spróbować sił jako filmowy statysta za wynagrodzenie wynoszące 5 dolarów (ok. 77,4 USD w 2021) dziennie oraz jako kaskader za podwójną stawkę (ok. 155 USD w 2021).

## Kariera

### Film niemy (1925–1928)

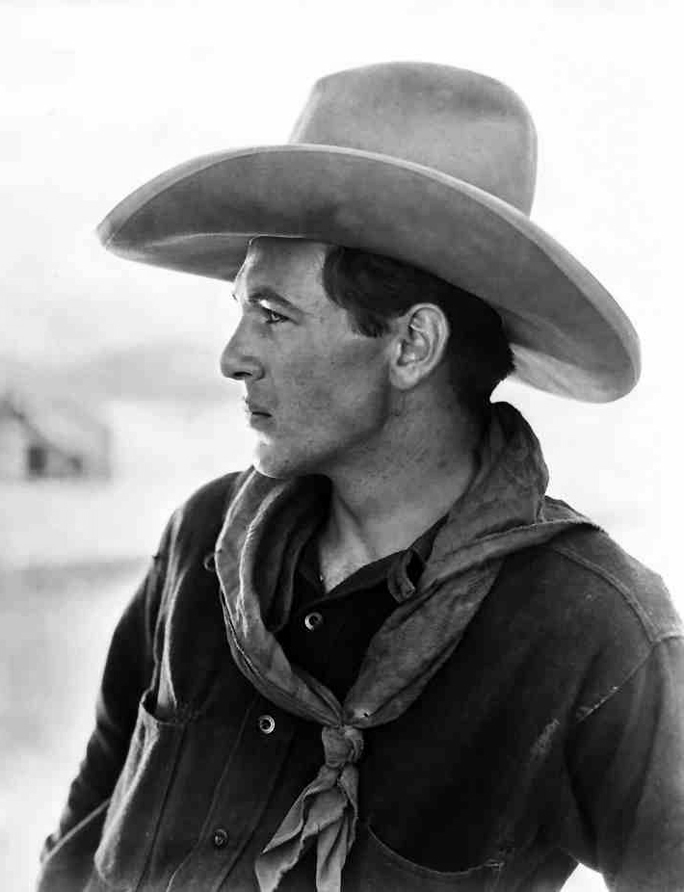
Cooper w Rozpętanych żywiołach, 1926

Karierę aktorską rozpoczął w 1925, współpracując przy niemych filmach The Thundering Herd i Wild Horse Mesa z Jackiem Holtem, Jeźdźcy purpurowego stepu i Szczęśliwa podkowa z Tomem Mixem oraz The Trail Rider z Buckiem Jonesem w roli głównej. Pracował dla kilku niewielkich studiów produkujących niskobudżetowe filmy, m.in. w Famous Players-Lasky i Fox Film Corporation. Chociaż jego umiejętności jeździeckie pozwoliły mu na spokojną pracę w westernach, to pracę kaskadera uważał za „trudną i okrutną”, co czasami skutkowało urazami koni i jeźdźców. Chcąc zrezygnować z ryzykownego zawodu kaskadera, liczył na otrzymanie roli aktorskiej. W tym celu pokrył koszty zdjęć próbnych i wynajął kierowniczkę obsady Nan Collins, by ta pracowała jako jego agentka. Wiedząc, że są inni aktorzy używający scenicznego nazwiska „Frank Cooper”, Collins zasugerowała zmianę pierwszego imienia Coopera na „Gary”, od jej rodzinnego miasta Gary w stanie Indiana. Cooperowi natychmiast spodobał się ten pomysł.
Cooper znajdował również zatrudnienie w wielu filmach niebędących westernami. Był zamaskowanym Kozakiem w Orle (1925), rzymskim strażnikiem w Ben-Hurze (1925) i powodzianinem w The Johnstown Flood (1926). Stopniowo otrzymywał coraz ważniejsze role, dzięki którym spędzał na ekranie więcej czasu, jak m.in. w Tricks (1925), gdzie wcielił się w filmowego antagonistę, oraz w krótkometrażowym Lightnin’ Wins (1926). Jako aktor, którego nazwisko zaczęło figurować w obsadzie, Cooper zaczął przyciągać uwagę najważniejszych wytwórni filmowych. 1 czerwca 1926 podpisał kontrakt z Samuel Goldwyn Productions, który gwarantował mu 50 dolarów (ok. 766 USD w 2021) tygodniowo.
Pierwszą ważną rolę otrzymał w Rozpętanych żywiołach (1926), w których zagrał u boku Ronalda Colmana i Vilmy Bánky. W filmie zagrał młodego inżyniera Abe’a Lee, który pomaga rywalizującemu z nim amantowi ocalić kobietę, którą kocha, oraz jej miasto przed nieuchronną katastrofą przerwania tamy. Według biografa Jeffreya Meyersa doświadczenie Coopera w życiu wśród kowbojów w Montanie sprawiło, że jego gra była „odruchowo prawdziwa”. Film miał premierę 14 października 1926 i osiągnął sukces. Krytycy wyróżnili aktora jako „dynamiczną, nową osobowość” i przyszłą gwiazdę. Goldwyn pospiesznie chciał zaoferować nowy, długoterminowy kontrakt Cooperowi, ale ten przetrzymał studio, by ostatecznie otrzymać korzystniejszą umowę od Jesse’ego Lasky’ego z Paramount Pictures gwarantującą mu 175 dol. (ok. 2,68 tys. USD w 2021) tygodniowo. W 1927, z pomocą Clary Bow, której pozycja w Hollywood była silna, Cooper otrzymał ważne role w Dzieciach rozwodu (1927) i Skrzydłach (1927). Drugi z filmów zdobył nagrodę Akademii Filmowej za najlepszy film. Cooper w tym samym roku wystąpił w swoich pierwszych rolach głównych: w Arizona Bound (1927) i Nevadzie (1927); oba w reżyserii Johna Watersa.
W 1928 wytwórnia Paramount połączyła Coopera z młodą Fay Wray, reklamując aktorów jako „wspaniałych, młodych kochanków”. Paraagrali razem w Legionie potępieńców i Duszach w rozterce. Ekranowa chemia między Cooperem i Wray jednak nie wzbudzała wielkiej ekscytacji wśród widowni. Z każdym kolejnym filmem Cooper doskonalił swoje umiejętności aktorskie, a jego popularność rosła, przede wszystkim wśród kinomanek. W tym okresie zarabiał 2750 dol. (ok. 43,5 tys. USD w 2021) za film i otrzymywał tysiące listów od fanów tygodniowo. Korzystając z jego rosnącej popularności, studio umieszczało go u boku lubianych aktorek, takich jak: Evelyn Brent w Beau Sabreur, Florence Vidor w Doomsday oraz Esther Ralston w Half a Bride. Tego roku zagrał też z Colleen Moore w Nieśmiertelnej miłości studia First National Pictures. Był to jego pierwszy film ze zsynchronizowaną muzyką i efektami dźwiękowymi. Obraz okazał się jednym z największych komercyjnych sukcesów 1928 roku.

### Gwiazda Hollywood (1929–1935)

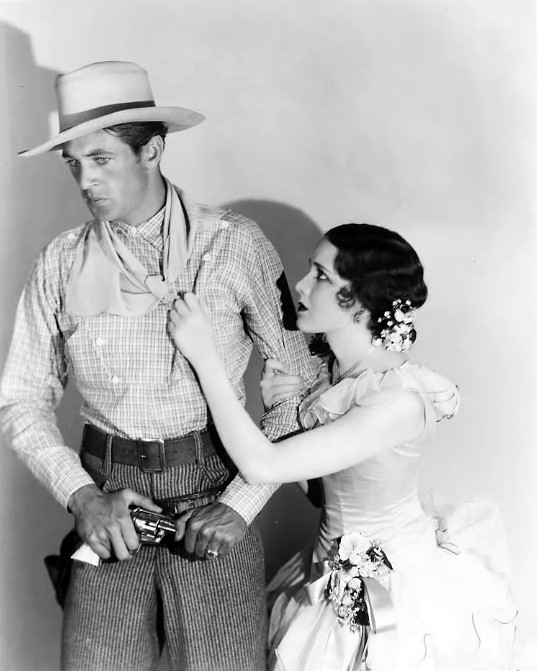
Cooper i Mary Brian w Wirgińczyku, 1929

Cooper uzyskał status gwiazdy w 1929 wraz z nakręceniem pierwszego filmu dźwiękowego Wirgińczyk w reżyserii Victora Fleminga, gdzie zagrał u boku Mary Brian i Waltera Hustona. Oparty na powieści Wirgińczyk Owena Wistera, był jednym z pierwszych filmów dźwiękowych definiującym kodeks honorowy westernu i pomógł ugruntować standardy tego gatunku filmowego, które przetrwały do dzisiaj. Według biografa Jeffreya Meyersa romantyczny wizerunek wysokiego, przystojnego i milczącego kowboja, który uosabia męską wolność, odwagę i honor w dużej mierze stworzył Cooper w tym filmie. W przeciwieństwie do niektórych aktorów kina niemego, którzy mieli problem z dostosowaniem się do filmu dźwiękowego, przejście Coopera, z jego „głębokim i wyrazistym” oraz „przyjemnie rozwlekłym” głosem idealnie pasującym do postaci, które przedstawiał, było naturalne. By spieniężyć rosnącą popularność aktora, w 1930 roku Paramount obsadziło go w kilku westernach i dramatach wojennych, takich jak Only the Brave, Oszust z Teksasu, Seven Days’ Leave, A Man from Wyoming oraz The Spoilers.

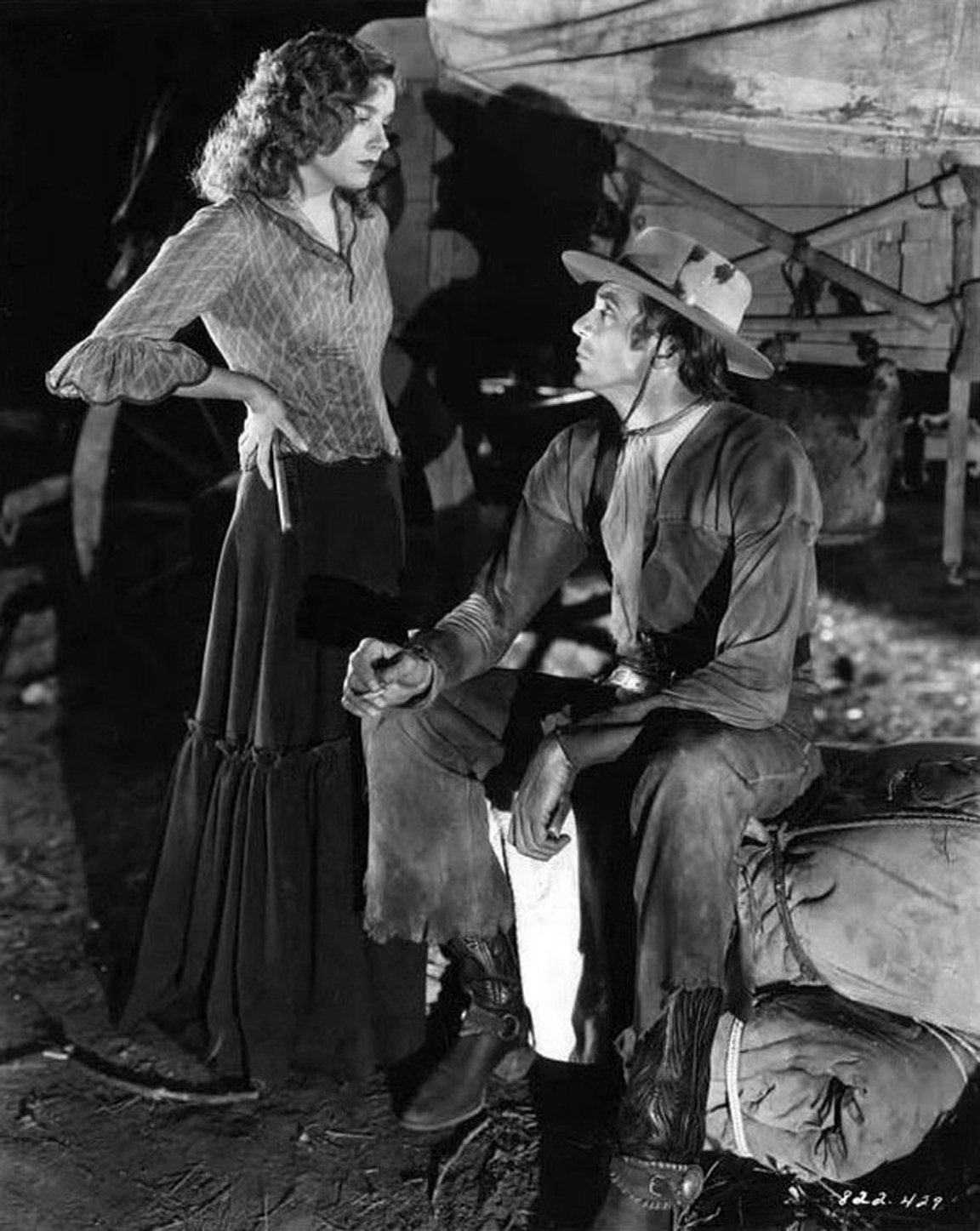
Cooper i Lili Damita w Fighting Caravans, 1931

Jednym z ważniejszych występów we wczesnej karierze Coopera było jego przedstawienie posępnego legionisty w melodramacie Maroko (1930) Josefa von Sternberga, z Marlene Dietrich w jej debiucie przed amerykańską widownią. Podczas produkcji von Sternberg skupiał całą swoją uwagę na Dietrich, a Coopera traktował z lekceważeniem. Napięcie urosło do takiego stopnia, że całe przedsięwzięcie stanęło na ostrzu noża, gdy von Sternberg zaczął wykrzykiwać w kierunku Coopera polecenia w języku niemieckim. Aktor o wzroście 191 cm zbliżył się do znacznie niższego reżysera (163 cm), chwycił go za kołnierz i powiedział: Jeśli zamierzasz pracować w tym kraju, lepiej kontynuuj w języku, którego tu używamy. Pomimo napięć na planie, to według Thorntona Delehanty’ego z „New York Evening Post” Cooper stworzył „jedną ze swoich najlepszych kreacji”. Paramount chciał zatrudnić Coopera i Dietrich do kolejnego filmu von Sternberga Zniesławiona, jednak aktor odrzucił propozycję, odmawiając ponownej współpracy z reżyserem.
Do gatunku westernu wrócił w 1931 roku, gdy zagrał w ekranizacji powieści Zane’a Greya Fighting Caravans, u boku aktorki Lili Damity. Pojawił się też w kryminale Dashiella Hammetta Wielkomiejskie ulice, w którym przypadła mu rola człowieka z Zachodu wmieszanego w gangsterskie porachunki, gdy próbuje ocalić ukochaną. Rok zakończył udziałem w dwóch nieudanych produkcjach: I Take This Woman z Carole Lombard i Jego kobieta z Claudette Colbert. W tym okresie systematycznie pracował od 14 do 16 godzin dziennie, a niekiedy 23 godziny, pracując nad jednym filmem w ciągu dnia a nad drugim w nocy. Presja i żądania związane z produkcją dziesięciu filmów w dwa lata pozostawiły Coopera wyczerpanego i ze słabym zdrowiem, chorującym na anemię i żółtaczkę. W tym czasie stracił na wadze 14 kilogramów i czuł się samotny, odizolowany oraz przybity sławą i bogactwem. W maju 1931 opuścił Hollywood i popłynął do Algieru, a następnie do Włoch, gdzie żył przez kolejny rok.
Zatrzymał się w Rzymie w Villa Madama należącej do hrabiny Dorothy di Frasso, która to uczyła go zasad poprawnego jedzenia, rozpoznawania dobrych win, jak czytać włoskie i francuskie karty dań oraz w jaki sposób udzielać się towarzysko wśród europejskiej arystokracji. Po oprowadzeniu aktora po włoskich muzeach i galeriach sztuki, towarzyszyła mu w dziesięciotygodniowym safari z polowaniem na grubą zwierzynę na zboczach góry Kenia w Afryce Wschodniej, podczas którego przypisano mu ponad 60 odstrzeleń zwierzyny, w tym dwóch lwów, nosorożca i rozmaitych antylop. Doświadczenie tego safari gruntownie wpłynęło na Coopera i pogłębiło jego miłość do dzikich obszarów. Po powrocie do Europy wraz z hrabiną wyruszyli w śródziemnomorski rejs po włoskiej i francuskiej Riwierze. Wypoczęty, odnowiony po rocznej emigracji i zdrowy Cooper wrócił do Hollywood w kwietniu 1932 i wynegocjował nowy kontrakt z Paramount, na dwa filmy rocznie za wynagrodzenie w wysokości 4 tys. dolarów (ok. 79,6 tys. USD w 2021) na tydzień oraz możliwością akceptacji bądź odrzucenia reżysera i scenariusza.

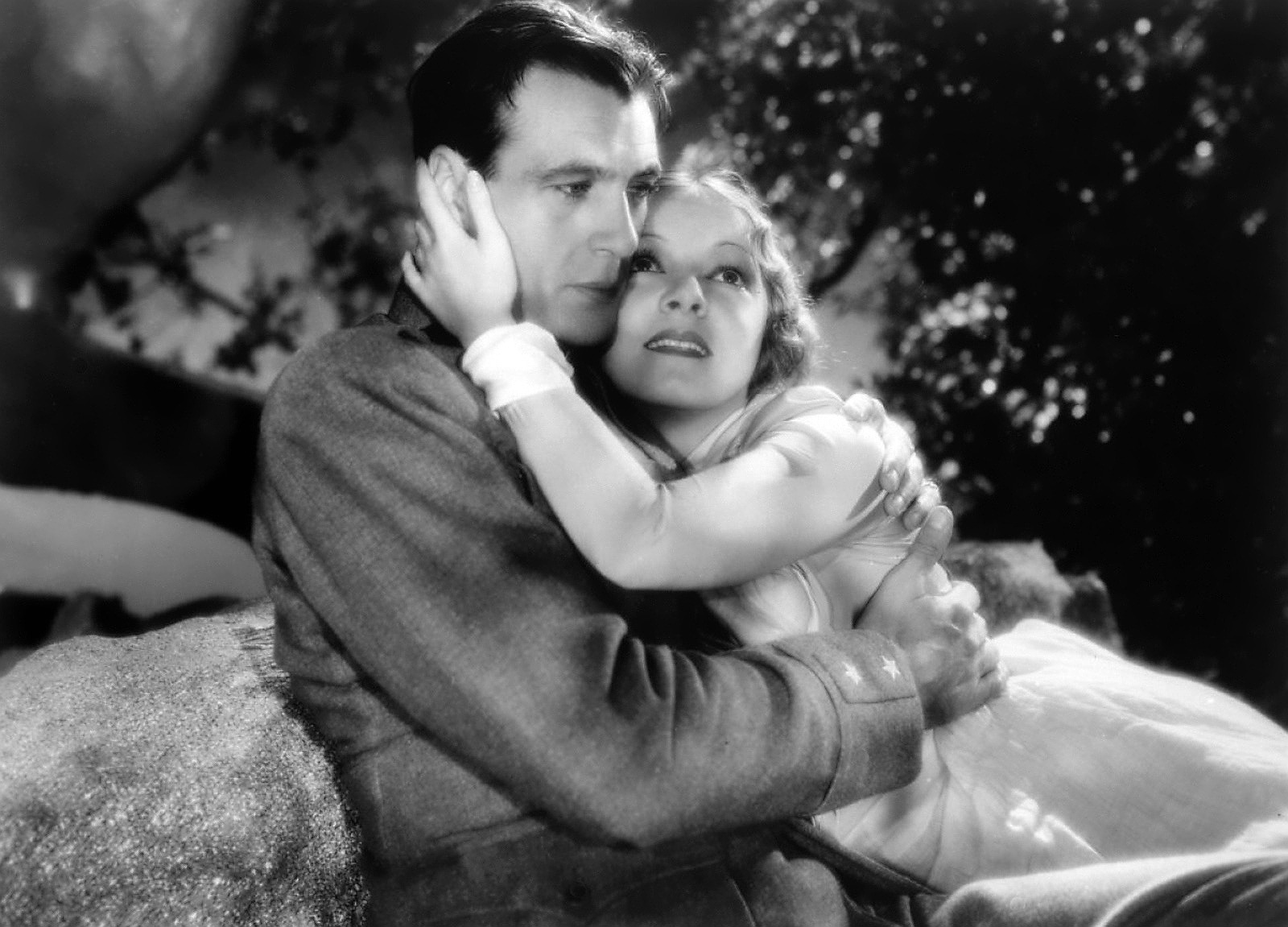
Cooper i Helen Hayes w Pożegnaniu z bronią, 1932

Po ukończeniu w 1932 Szatana zazdrości z Tallulah Bankhead, by wypełnić stary kontrakt, Cooper pojawił się w Pożegnaniu z bronią, pierwszej adaptacji filmowej powieści Ernesta Hemingwaya. Na planie miał okazję współpracować z Helen Hayes oraz Adolphe’em Menjou. Rola kierowcy karetki pogotowia rannego we Włoszech, który zakochuje się w angielskiej pielęgniarce podczas I wojny światowej, była jedną z jego najbardziej ambitnych i wymagających. Krytycy docenili jego emocjonalny występ, a obraz był jedną z najbardziej udanych pod względem komercyjnym produkcji roku. Po nakręceniu Dziś żyjemy z Joan Crawford i Na fali wspomnień z Fay Wray w 1933 pojawił się w komedii Ernsta Lubitscha Sztuka życia, napisanej na podstawie popularnej sztuki Noëla Cowarda. Na planie zdjęciowym partnerowali mu Miriam Hopkins i Fredric March, a sam film zebrał mieszane recenzje i nie spełnił oczekiwań finansowych. Gra Coopera – jako amerykańskiego artysty w Europie konkurującego ze swoim przyjacielem dramaturgiem o względy pięknej kobiety – została wyróżniona za uniwersalność i odkryła jego naturalne możliwości robienia lekkiej komedii. W sierpniu 1933 Cooper dokonał administracyjnej zmiany imienia na „Gary”.

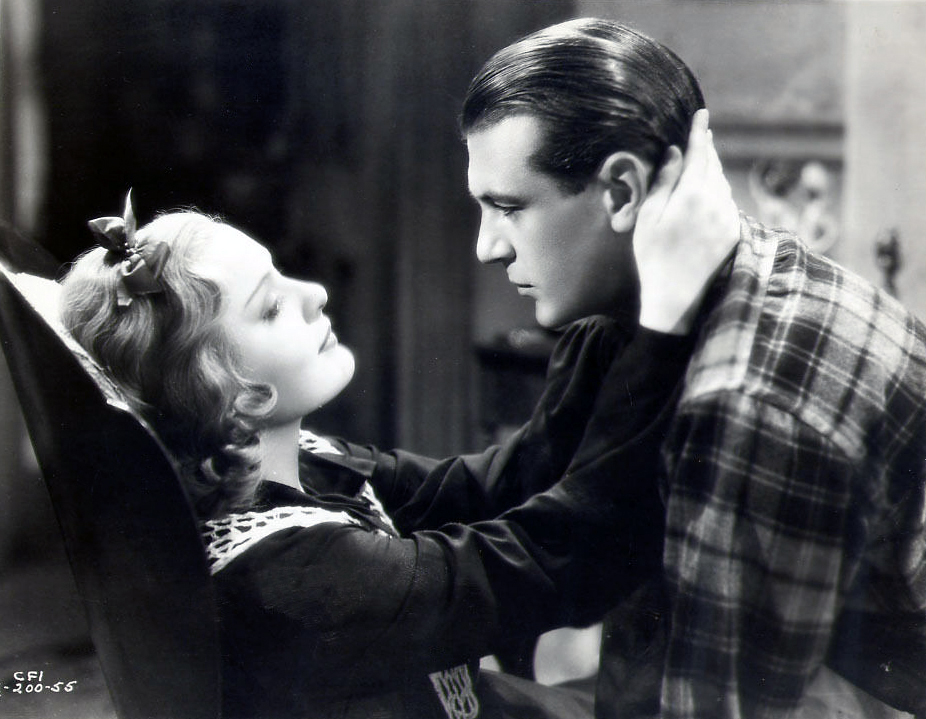
Cooper i Anna Sten w Nocy weselnej, 1935

W 1934 został wypożyczony do studia MGM, by zagrać w dramacie o wojnie secesyjnej Szpieg nr 13 u boku Marion Davies. Film opowiadał o pięknej kobiecie-szpiegu z Unii, która zakochuje się w konfederackim żołnierzu. Pomimo twórczej reżyserii Ryszarda Bolesławskiego i rozrzutnych zdjęć George’a J. Folseya film nie poradził sobie w box office. Powróciwszy do Paramount Cooper zagrał w pierwszym z siedmiu filmów dla reżysera Henry’ego Hathawaya, Now and Forever z Carole Lombard i Shirley Temple. Cooper zagrał w nim naciągacza, który stara się sprzedać córkę swoim krewnym, którzy ją wychowali, ale koniec końców zostaje przekonany do uroczej dziewczynki. Przejęty inteligencją i urokiem Temple, Cooper nawiązał z dziewczynką bliskie stosunki, zarówno na planie, jak i poza nim. Film był przebojem kasowym.
W następnym roku Cooper został wypożyczony do studia Samuel Goldwyn Productions na czas produkcji romansu Noc weselna w reżyserii Kinga Vidora. Na planie partnerowała mu Anna Sten, którą szykowano na bycie „drugą Garbo”. Cooper w filmie zagrał uzależnionego od alkoholu powieściopisarza, który ucieka na rodzinną farmę w Nowej Anglii, gdzie poznaje i zakochuje się w pięknej Polce z sąsiedztwa. Według biografa Larry’ego Swindella, Cooper zaprezentował zaskakujący asortyment i głębię. Chociaż obraz otrzymał głównie przychylne recenzje, to wśród amerykańskiej publiczności nie cieszył się popularnością, która mogła poczuć się dotknięta przedstawionym na ekranie pozamałżeńskim romansem i jego tragicznym zakończeniem. W tym samym roku Cooper pojawił się w dwóch filmach Henry’ego Hathawaya: w melodramacie Peter Ibbetson z Ann Harding, o tytułowym mężczyźnie zakochującym się w kobiecie, która okazuje się jego dziecięcą miłością, oraz w przygodowym Bengali o śmiałym oficerze brytyjskim i jego ludziach broniących twierdzy w Bengalu przed zbuntowanymi miejscowymi plemionami. Chociaż pierwszy z nich zyskał większe uznanie w Europie niż w Stanach Zjednoczonych, to drugi był nominowany do sześciu nagród Akademii Filmowej i był jednym z jego najpopularniejszych i najbardziej udanych filmów przygodowych. Hathaway miał wielki szacunek dla aktorskich umiejętności Coopera i nazywał go „najlepszym aktorem ze wszystkich”.

### Bohater zwykłego obywatela (1936–1943)

#### OdPana z milionamipoPokonać strach

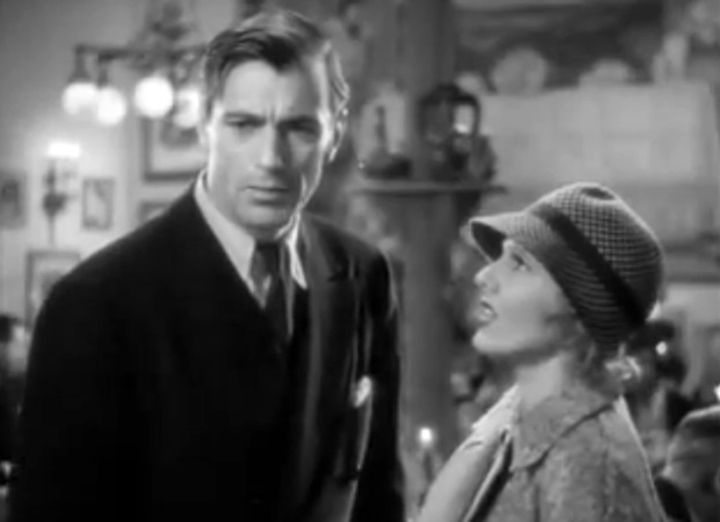
Cooper i Jean Arthur w Panu z milionami, 1936

1936 rok był punktem zwrotnym w karierze Coopera. Po zagraniu w komedii romantycznej Pokusa Franka Borzage dla studia Paramount – dając przy tym, zdaniem krytyków, pokaz wspaniałej gry aktorskiej – wrócił do Poverty Row, by dla wytwórni Columbia Pictures zagrać w Panu z milionami, screwball comedy Franka Capry. U jego boku zagrała Jean Arthur. W filmie Cooper wcielił się w Longfellowa Deedsa, łagodnego, prostodusznego pisarza kartek z życzeniami, który dziedziczy fortunę, kończy z sielankowym życiem w Vermont i jedzie do Nowego Jorku, gdzie musi stawić czoło zepsuciu i fałszowi. Współpracując z Cooperem, Capra oraz scenarzysta Robert Riskin mogli wykorzystać zakorzenionego w aktorze „typowego amerykańskiego bohatera” – symbol szczerości, odwagi i dobroci – by stworzyć nowego rodzaju „ludowego bohatera” dla zwykłego człowieka.
Komentując wpływ Coopera na postać i film, Capra zauważył:

Gdy tylko pomyślałem o Cooperze, nie mogłem wyobrazić sobie w tej roli nikogo innego. Nie mógł być bliższym mojemu wyobrażeniu o Longfellowie Deedsie, a tak szybko, jak tylko Bob Riskin mógł zacząć myśleć z punktu widzenia Coopera, łatwiej przyszło mu rozwijanie postaci Deedsa jeśli chodzi o dialog. To po prostu musiał być Cooper. Każda zmarszczka na jego twarzy biła szczerością. Nasz Pan Deeds musiał symbolizować nieprzekupność i w moim wyobrażeniu Gary Cooper był takim symbolem.

Zarówno Pokusa i Pan z milionami miały swoje premiery w kwietniu 1936. Obie produkcje były chwalone przez krytyków i okazały się kasowymi przebojami. Krytyk filmowy Frank Nugent z „The New York Times” o Cooperze napisał, że ten „udowodnił, że jest jednym z najlepszych aktorów komediowych w Hollywood”. Za grę w Panu z milionami Cooper otrzymał swoją pierwszą nominację do nagrody Akademii Filmowej dla najlepszego aktora.

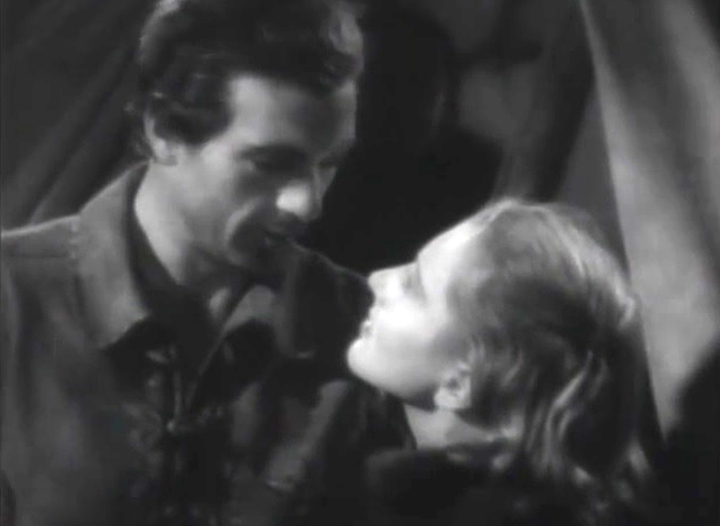
Cooper i Jean Arthur w Niezwyciężonym Billu, 1936

W 1936 pojawił się w dwóch innych produkcjach wytwórni Paramount. W przygodowym Żółtym skarbie Lewisa Milestone’a u boku Madeleine Carroll wcielił się w amerykańskiego najemnika w Chinach, który pomaga chłopom ciemiężonym przez okrutnego watażkę. Film ze scenariuszem autorstwa amerykańskiego dramaturga Clifforda Odetsa zyskał uznanie krytyków i osiągnął komercyjny sukces. W Niezwyciężonym Billu Cecila B. DeMille’a – pierwszej z czterech współpracy aktora z tym reżyserem – Cooper wcielił się w Dzikiego Billa Hickoka w mocno sfabularyzowanej wersji o początkach Dzikiego Zachodu. Finansowo obraz wypadł jeszcze lepiej niż jego poprzednik, głównie dzięki Jean Arthur i jej wspaniałemu przedstawieniu Calamity Jane oraz ukazaniu Hickocka jako postaci enigmatycznej. Tego roku aktor po raz pierwszy uplasował się w pierwszej dziesiątce osobowości filmowych Motion Picture Herald i pozostał w niej na kolejne 23 lata.
Pod koniec 1936 roku, gdy Paramount przygotowywało nowy kontrakt dla Coopera, który miał mu gwarantować 8 tys. dolarów (ok. 132 tys. USD w 2022) na tydzień, aktor podpisał umowę z Samuel Goldwyn na sześć filmów w ciągu sześciu lat, z minimalnym wynagrodzeniem 150 tys. dolarów (ok. 2,48 mln USD w 2022) za obraz. Paramount wniosło pozew przeciwko Samuel Goldwyn i Cooperowi. Decyzją sądu nowy kontrakt aktora z Goldwyn dawał aktorowi wystarczająco dużo wolnego czasu, by ten mógł również wypełnić umowę z Paramount. Cooper kontynuował współpracę z oboma studiami, a w 1939 Departament Skarbu ogłosił, że Cooper z zarobkami 482 819 dolarów (ok. 7,95 mln USD w 2022, po uwzględnieniu inflacji) był najlepiej zarabiającym aktorem w kraju.
W przeciwieństwie do jego dokonań w poprzednim roku, w 1937 pojawił się tylko w jednej produkcji – przygodowym Kapitanie Taylorze Henry’ego Hathawaya. Była to porażka zarówno pod względem finansowym, jak i w oczach krytyków. Cooper nazwał obraz swoim „prawie filmem”, mówiąc że był „prawie pasjonujący, prawie interesujący i prawie dobry”. W 1938 pojawił się w biograficznym Marco Polo Archiego Mayo. Trapiony problemami z produkcją i słabym scenariuszem film wykazał stratę w wysokości 700 tys. dolarów (ok. 11,4 mln USD w 2022), stając się wówczas największą porażką finansową studia Goldwyn. W tym okresie Cooper odrzucił kilka ważnych ról, wśród których była rola Rhetta Butlera w Przeminęło z wiatrem. Aktor był pierwszym wyborem producenta Davida O. Selznicka. Selznick kilkakrotnie próbował przekonać Coopera, ale ten miał wątpliwości co do projektu i nie czuł się odpowiednim do tej roli. Jak później przyznawał: To była jedna z najlepszych ról zaoferowanych w Hollywood. (…) Ale ja odmówiłem. Nie uważałem siebie za wystarczająco stylowego, a później, gdy zobaczyłem Clarka Gable’a grającego tę rolę doprowadzając ją do perfekcji, wiedziałem że miałem rację

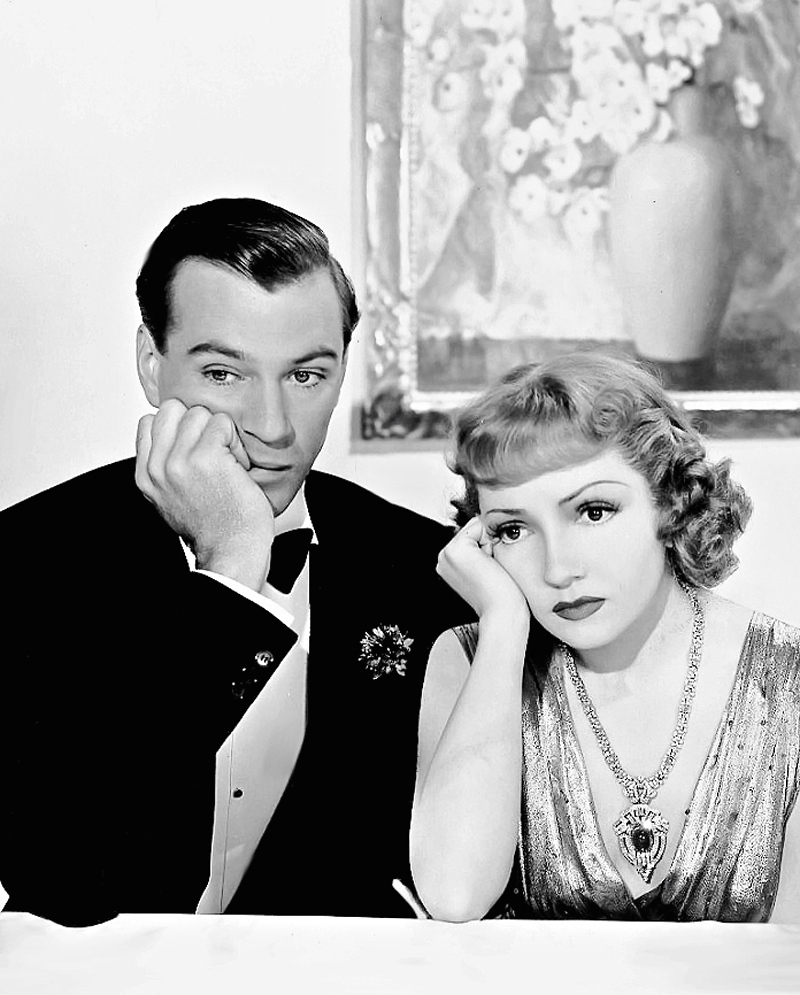
Cooper i Claudette Colbert w Ósmej żonie Sinobrodego, 1938

Powróciwszy do Paramount, Cooper znów zaczął występować w spokojniejszym gatunku filmowym, grając u boku Claudette Colbert w romantycznej komedii Ósma żona Sinobrodego Ernsta Lubitscha. Cooper wcielił się w filmie w zamożnego amerykańskiego przedsiębiorcę we Francji, który zakochuje się w córce zubożałego arystokraty i przekonuje ją, by została jego ósmą żoną. Pomimo pomysłowego scenariusza pióra Charlesa Bracketta i Billy’ego Wildera oraz solidnej gry ze strony Coopera i Colbert amerykańska widownia nie potrafiła zaakceptować Coopera w roli próżnego kobieciarza. Ostatecznie film został dobrze przyjęty tylko w Europie. Jesienią 1938 Cooper pojawił się z Merle Oberon w komedii romantycznej H.C. Pottera Kowboj i dama o łagodnej natury poganiaczu bydła, który zakochuje się w zamożnej córce polityka sądząc, że jest biedną, pracowitą pokojówką. Wysiłki trzech reżyserów i kilku wybitnych scenarzystów nie dały zamierzonego efektu. Chociaż obraz poradził sobie lepiej niż jego poprzednik, to okazał się czwartą z kolei finansową porażką Coopera na amerykańskim rynku.
W kolejnych dwóch latach Cooper był bardziej wnikliwy przy akceptowaniu ról i nakręcił cztery udane, zrealizowane na dużą skalę filmy przygodowe i kowbojskie. W przygodowym Braterstwie krwi Williama A. Wellmana zagrał jednego z trzech śmiałych angielskich braci, którzy dołączają do Legii Cudzoziemskiej na Saharze, by walczyć z tamtejszymi plemionami. Filmowany w tych samych lokalizacjach pustyni Mojave, co pierwowzór z 1926 roku, Beau Geste zapewnił Cooperowi wspaniałe plany filmowe, egzotyczną scenerię, żywą akcję i rolę dopasowaną do jego osoby. Był to ostatni film w jego kontrakcie z Paramount. W Pokonać strach Henry’ego Hathawaya wcielił się w lekarza wojskowego towarzyszącego niewielkiej grupie oficerów amerykańskiej armii w Filipinach, by pomóc chrześcijańskim Filipińczykom bronić się przed muzułmańskimi radykałami. Krytycy dobrze ocenili grę Coopera, a Graham Greene przyznał, że aktor „nigdy nie zagrał lepiej”.

#### OdCzłowieka z ZachodupoKomu bije dzwon
Do westernu Cooper powrócił przy okazji realizacji Człowieka z Zachodu Williama Wylera z Walterem Brennanem i Doris Davenport w obsadzie. Film opowiada o kowboju broniącym osadników przed Royem Beanem, skorumpowanym samozwańczym sędzią pokoju, znanym jako „prawo na zachód od Pecos”. Pracując nad scenariuszem, Niven Busch polegał na wiedzy Coopera o historii Dzikiego Zachodu. Obraz otrzymał pozytywne recenzje i spełnił oczekiwania finansowe. Krytycy przede wszystkim docenili grę dwóch aktorów pierwszoplanowych. W tym samym roku Cooper pojawił się w swoim pierwszym obrazie wyprodukowanym w całości w Technicolorze – Policji konnej Północnego Zachodu Cecila B. DeMille’a. W filmie Cooper wcielił się w Strażnika Teksasu ścigającego wyjętego spod prawa przywódcę rebelii północno-zachodniej aż do zachodniej Kanady, gdzie łączy siły z Kanadyjską Królewską Policją Konną. Produkcja nie była tak popularna jak poprzedni obraz Coopera, a mimo to okazała się sukcesem kasowym, plasując się na 6. pozycji najbardziej dochodowych filmów 1940 roku.

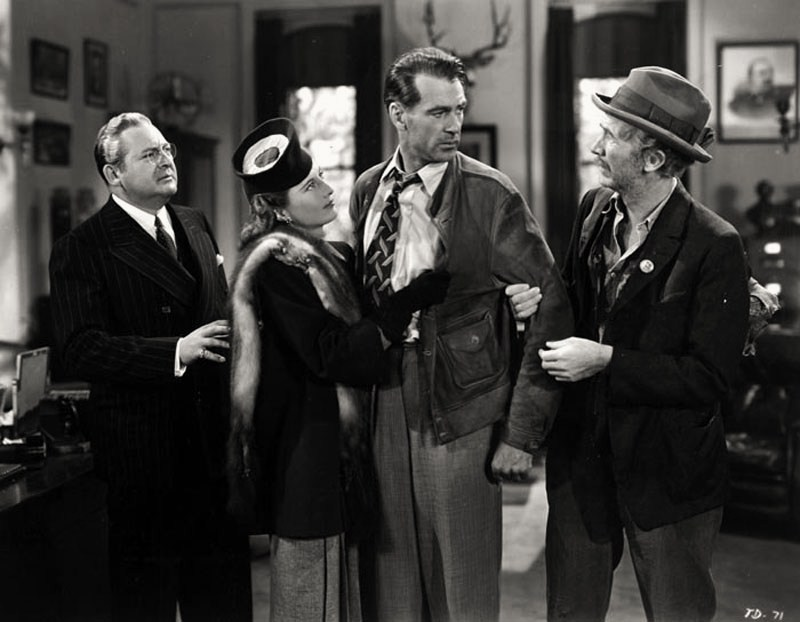
Edward Arnold, Barbara Stanwyck, Gary Cooper i Walter Brennan w Obywatelu Johnie Doe, 1941

We wczesnych latach 40. wspiął się na szczyt swojej kariery aktorskiej. W stosunkowo krótkim czasie zagrał w pięciu popularnych, chwalonych przez krytyków filmach, w których zaprezentował kunszt aktorski. Gdy Frank Capra zaoferował mu pierwszoplanową rolę w Obywatelu Johnie Doe, jeszcze przed opracowaniem scenariusza przez Roberta Riskina, Cooper zaakceptował propozycję swojego przyjaciela, odpowiadając mu: W porządku Frank, nie potrzebuję scenariusza. Aktor wcielił się w Długiego Johna Willoughby’ego, życiowego pechowca, drugoligowego miotacza, wynajętego przez gazetę, by udawał człowieka, który zamierza popełnić samobójstwo w Boże Narodzenie w proteście przeciwko wszelkiej hipokryzji i korupcji w kraju. Uważany wówczas przez niektórych krytyków za największe dzieło Capry, Obywatel John Doe był odbierany jako „narodowe wydarzenie”. W ramach promocji filmu Cooper pojawił się na okładce poczytnego tygodnika „Time” 3 marca 1941. Howard Barnes w recenzji dla „New York Herald Tribune” określił występ Coopera jako wspaniały i całkowicie przekonywający i chwalił jego „absolutnie realistyczne aktorstwo, które realizuje z ogromną powagą”. Bosley Crowther z „The New York Times” pisał, że „Gary Cooper jest Johnem Doe w całej okazałości – nieśmiały, zdezorientowany, nieagresywny, ale też staje się istnym tygrysem, gdy zostaje rozbudzony”.

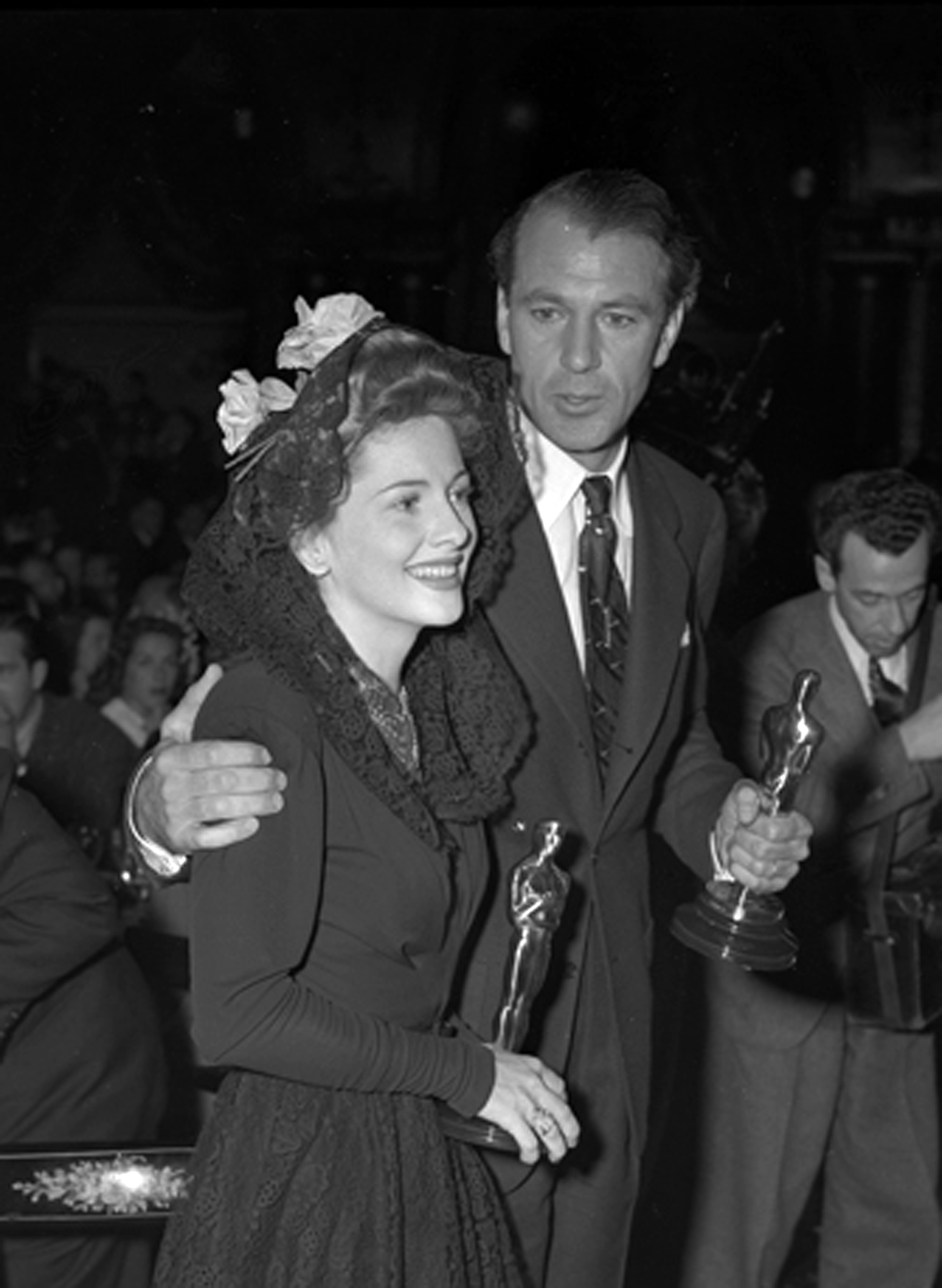
Joan Fontaine i Gary Cooper na ceremonii rozdania Oscarów w 1942

W tym samym roku Cooper wystąpił również w dwóch filmach swojego dobrego przyjaciela, Howarda Hawksa. W biograficznym Sierżancie Yorku Cooper przedstawia bohatera wojennego Alvina Yorka, jednego z najbardziej zasłużonych i udekorowanych żołnierzy amerykańskich I wojny światowej. Obraz pokazuje wczesne lata Yorka w Tennessee, jego nawrócenie i późniejszą pobożność, jego postawę jako osoby odmawiającej służby wojskowej ze względu na przekonania, a wreszcie jego heroiczny akt w bitwie o Las Argoński, za który został odznaczony Medalem Honoru. Cooper początkowo był zdenerwowany i niepewny wcielenia się w żyjącego bohatera, więc udał się do Tennessee, by odwiedzić Yorka w jego domu, gdzie dwóch spokojnych mężczyzn natychmiast nawiązało nić porozumienia i odkryło, że mają ze sobą wiele wspólnego. Zainspirowany Yorkiem, Cooper zaprezentował występ, który Howard Barnes z „New York Herald Tribune” nazwał „nadzwyczajnie przekonywającym i wszechstronnym” i takim, który Archer Winston z „New York Post” nazwał „jednym z jego najlepszych”. Po premierze filmu organizacja Veterans of Foreign Wars odznaczyła Coopera medalem za jego „ogromny wkład w promowanie patriotyzmu i wierności”. York podziwiał grę Coopera i pomógł Warner Bros. w promocji filmu. Sierżant York był najbardziej dochodową produkcją roku i otrzymał jedenaście nominacji do nagrody Akademii Filmowej. W przemowie po otrzymaniu swojej pierwszej statuetki dla najlepszego aktora od dobrego przyjaciela Jamesa Stewarta Cooper powiedział: „to sierżant Alvin York zdobył tę nagrodę. A niech to, jestem w tym biznesie szesnaście lat i czasami marzyłem, że mógłbym dostać jedną z nich. To wszystko co mogę powiedzieć… Śmieszne jest to, że w marzeniach zawsze dawałem lepszą przemowę”.

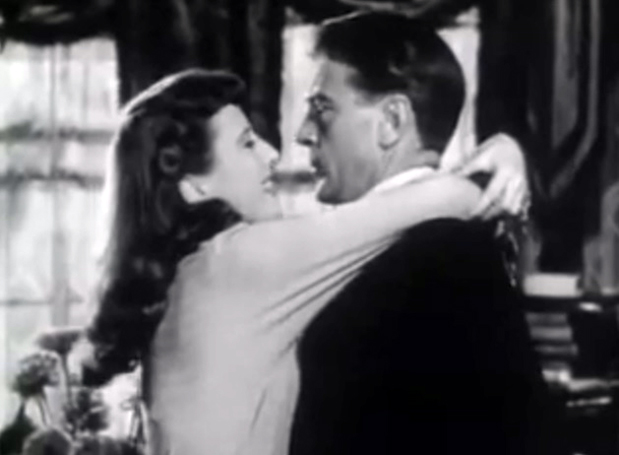
Barbara Stanwyck i Gary Cooper w Ognistej kuli, 1941

1941 rok aktor zamknął produkcją wytwórni Goldwyn przy ponownej współpracy z Howardem Hawksem, tym razem przy komedii romantycznej Ognista kula u boku Barbary Stanwyck. Cooper wcielił się w nieśmiałego profesora lingwistyki kierującego zespołem siedmiu uczonych, których zadaniem jest napisanie encyklopedii. Podczas prowadzenia prac badawczych nad slangiem poznaje kokieteryjną tancerkę burleskową „Sugarpuss” O’Shea, która „zdmuchuje kurz” z ich statecznego życia wśród książek. Scenariusz Charlesa Bracketta i Billy’ego Wildera dał Cooperowi szansę na zaprezentowanie szerokiego wachlarza komediowych umiejętności. W recenzji dla „New York Herald Tribune” Howard Barnes napisał, że Cooper poradził sobie z rolą „umiejętnie i z podkreśleniem komiczności”, a jego występ był „absolutnie zachwycający”. Chociaż była to produkcja z niewielkim budżetem, Ognista kula znalazła się w czołówce najbardziej dochodowych filmów roku – jako czwarta kolejna Coopera, która zawitała do pierwszej dwudziestki pod tym względem.
Jedyny film Coopera w 1942 był również jego ostatnim dla wytwórni Goldwyn. W obrazie biograficznym Sama Wooda Duma Jankesów odegrał gwiazdę baseballu Lou Gehriga, który ustanowił rekord New York Yankees, grając w 2130 kolejnych spotkaniach. Cooper był niechętny wcieleniu się w siedmiokrotnego uczestnika meczu gwiazd, który zmarł rok wcześniej na stwardnienie zanikowe boczne, obecnie potocznie nazywane chorobą Lou Gehriga. Poza wyzwaniem w postaci ukazania tak popularnej i uznanej w skali całego kraju osoby, Cooper niewiele wiedział o samym baseballu i nie był leworęczny jak Gehrig. Po odwiedzinach aktora przez wdowę po Gehrigu, która wyraziła pragnienie zagrania przez Coopera jej męża, ten przyjął rolę, która obejmowała 20-letni okres życia Gehriga – jego wczesną miłość do baseballu, drogę do wielkości, kochające małżeństwo oraz jego walkę z chorobą, z punktem kulminacyjnym w postaci jego mowy pożegnalnej na Yankee Stadium 4 lipca 1939, przed 62-tysięczną widownią. Cooper szybko nauczył się ruchów na boisku do baseballu i rozwinął płynny, wiarygodny zamach. Kwestia ręczności została rozwiązana poprzez odwrócenie taśmy przy niektórych scenach z uderzeniami kijem. Film znalazł się w pierwszej dziesiątce produkcji z całego roku i otrzymał jedenaście nominacji do nagrody Akademii Filmowej, w tym za najlepszy film i dla najlepszego aktora pierwszoplanowego (trzecia dla Coopera).

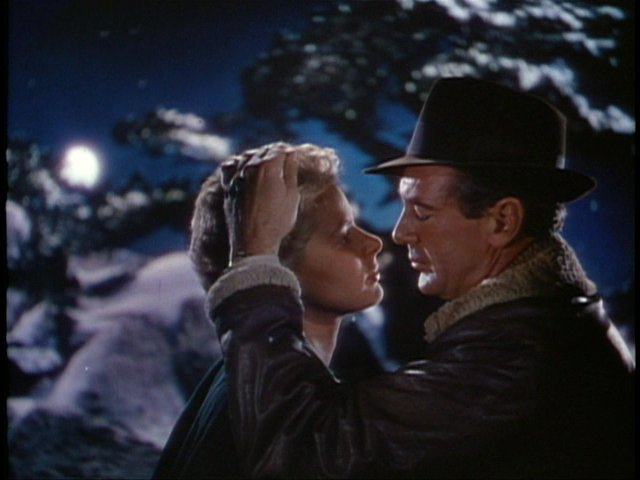
Ingrid Bergman i Gary Cooper w Komu bije dzwon, 1943

Niedługo po opublikowaniu powieści Komu bije dzwon Ernesta Hemingwaya Paramount zakupiło prawa do jej ekranizacji za 150 tys. dolarów (ok. 2,44 mln USD w 2022), z zamiarem obsadzenia Coopera w pierwszoplanowej roli Roberta Jordana, amerykańskiego eksperta od materiałów wybuchowych walczącego po stronie republikanów w hiszpańskiej wojnie domowej. Film początkowo miał reżyserować Cecil B. DeMille, ale został zastąpiony przez Sama Wooda, który przyprowadził ze sobą Dudleya Nicholsa odpowiedzialnego za scenariusz. Po pierwszych zdjęciach w Sierra Nevada w 1942 doszło do zmiany odtwórczyni roli pierwszoplanowej, baleriny Very Zoriny, której miejsce zajęła Ingrid Bergman – zaaprobowana przez Coopera i Hemingwaya. Miłosne sceny Coopera i Bergman były ekstatyczne i namiętne. Howard Barnes na łamach „New York Herald Tribune” o dwójce aktorów napisał, że zagrali z „prawdziwą postawą i autorytetem gwiazd”. Chociaż film odbiegał od politycznych wątków i znaczenia powieści, Komu bije dzwon zyskał pochlebne recenzje krytyków i był kasowym sukcesem, a także otrzymał dziesięć nominacji do nagrody Akademii Filmowej, w tym za najlepszy film i dla najlepszego aktora pierwszoplanowego (czwarta dla Coopera).

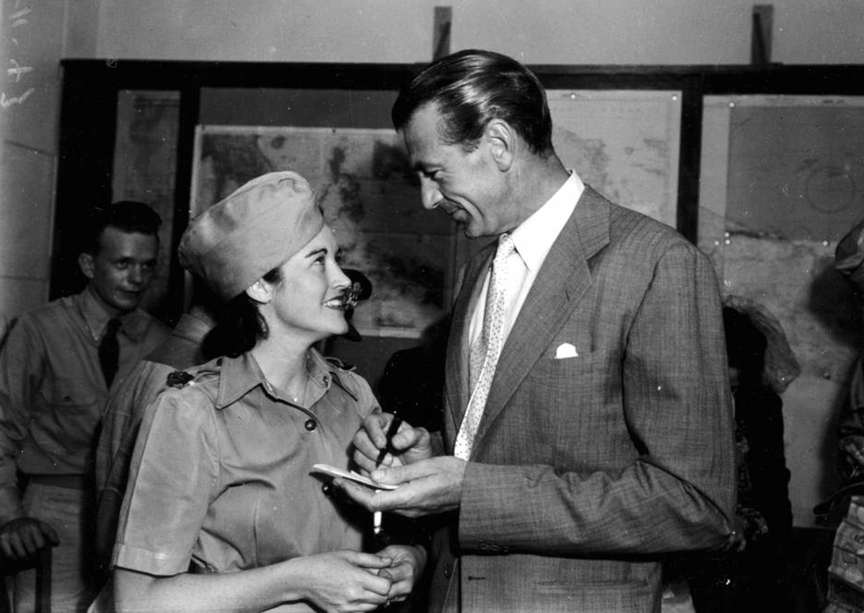
Gary Cooper dający autograf, Brisbane (1943)

Ze względu na wiek i swój stan Cooper nie służył w wojsku podczas II wojny światowej, ale tak jak wielu jego kolegów zaangażował się w społeczną mobilizację poprzez zabawianie żołnierzy. W lipcu 1943 odwiedzał szpitale wojskowe w San Diego i często pojawiał się w klubie Hollywood Canteen serwując jedzenie amerykańskim żołnierzom. Pod koniec 1943, Cooper wraz z aktorkami Uną Merkel i Phyllis Brooks i akordeonistą Andym Arcarim, wybrał się w 37 tys. kilometrową trasę po południowo-zachodnim Pacyfiku. Podróżując bombowcem B-24A grupa odwiedziła Wyspy Cooka, Fidżi, Nową Kaledonię, Queensland, Brisbane (tam generał Douglas MacArthur powiedział Cooperowi, że oglądał Sierżanta Yorka w Manili, gdy zaczęły spadać japońskie bomby), Nową Gwineę, Jayapurę i Wyspy Salomona. Grupa często dzieliła te same ubogie warunki życia i racje żywnościowe co żołnierze. Cooper spotykał się z pełniącymi służbę kobietami i mężczyznami, odwiedził wiele szpitali wojskowych, przedstawiał swoich znajomych i brał udział w sporadycznych skeczach. Przedstawienia kończyły się poruszającymi recytacjami pożegnalnej mowy Lou Gehriga w wykonaniu Coopera. Gdy wrócił do Stanów Zjednoczonych odwiedzał szpitale wojskowe w całym kraju. Później wspominał czas spędzony z żołnierzami jako „najbardziej emocjonalne doświadczenie” swojego życia.

### Dojrzałe role (1944–1952)

#### OdHistorii doktora WassellapoOdległe bębny

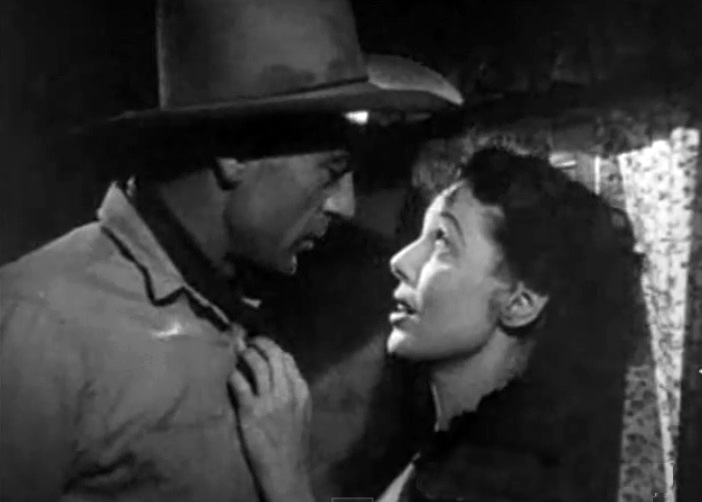
Gary Cooper i Loretta Young w filmie Wtedy zjawił się Jones, 1945

W 1944 pojawił się w przygodowym filmie Historia doktora Wassella, którego akcja toczy się podczas II wojny światowej. Za reżyserię odpowiadał Cecil B. DeMille, z którym Cooper miał okazję współpracować po raz trzeci w swojej karierze. U boku aktora zagrała Laraine Day. W filmie Cooper wciela się w amerykańskiego doktora i misjonarza Corydona M. Wassella, który stara się doprowadzić rannych żołnierzy w bezpieczne miejsce, przedzierając się przez dżunglę Jawy. Pomimo nieprzychylnych recenzji krytyków filmowych Historia doktora Wassela była jednym z najbardziej dochodowych filmów roku. Po zakończeniu kontraktów z Goldwyn i Paramount Cooper zdecydował się pozostać niezależnym i wraz z Leo Spitzem, Williamem Goetzem i Nunnallym Johnsonem założyli własną wytwórnię – International Pictures. Debiutancką produkcją studia była komedia Sama Wooda Casanova Brown o mężczyźnie (Gary Cooper), który dowiaduje się o ciąży swojej pierwszej żony w momencie, gdy planuje stanąć na ślubnym kobiercu z inną kobietą. Film otrzymał złe recenzje, na czele z „New York Daily News”, który nazywa go „rozkoszną bzdurą” i Bosleyem Crowtherem z „The New York Times” krytykującym „oczywistą i absurdalną błazenadę” Coopera. Produkcja balansowała na progu rentowności. W 1945 Cooper wystąpił w westernie komediowym własnej produkcji Wtedy zjawił się Jones, w reżyserii Stuarta Heislera i Lorettą Young w jednej z ról pierwszoplanowych. W tej beztroskiej parodii jego poprzedniego heroicznego wizerunku Cooper wciela się w nieudolnego kowboja Melody’ego Jonesa, który omyłkowo jest brany za bezwzględnego mordercę. Publiczność ciepło przyjęła postać Coopera a film był jednym z najbardziej dochodowych w roku – był też dowodem na to, że Cooper wciąż cieszył się dużym zainteresowaniem widowni. Był to również największy sukces kasowy w krótkiej historii wytwórni International Pictures, którą w 1946 kupiło Universal Studios.

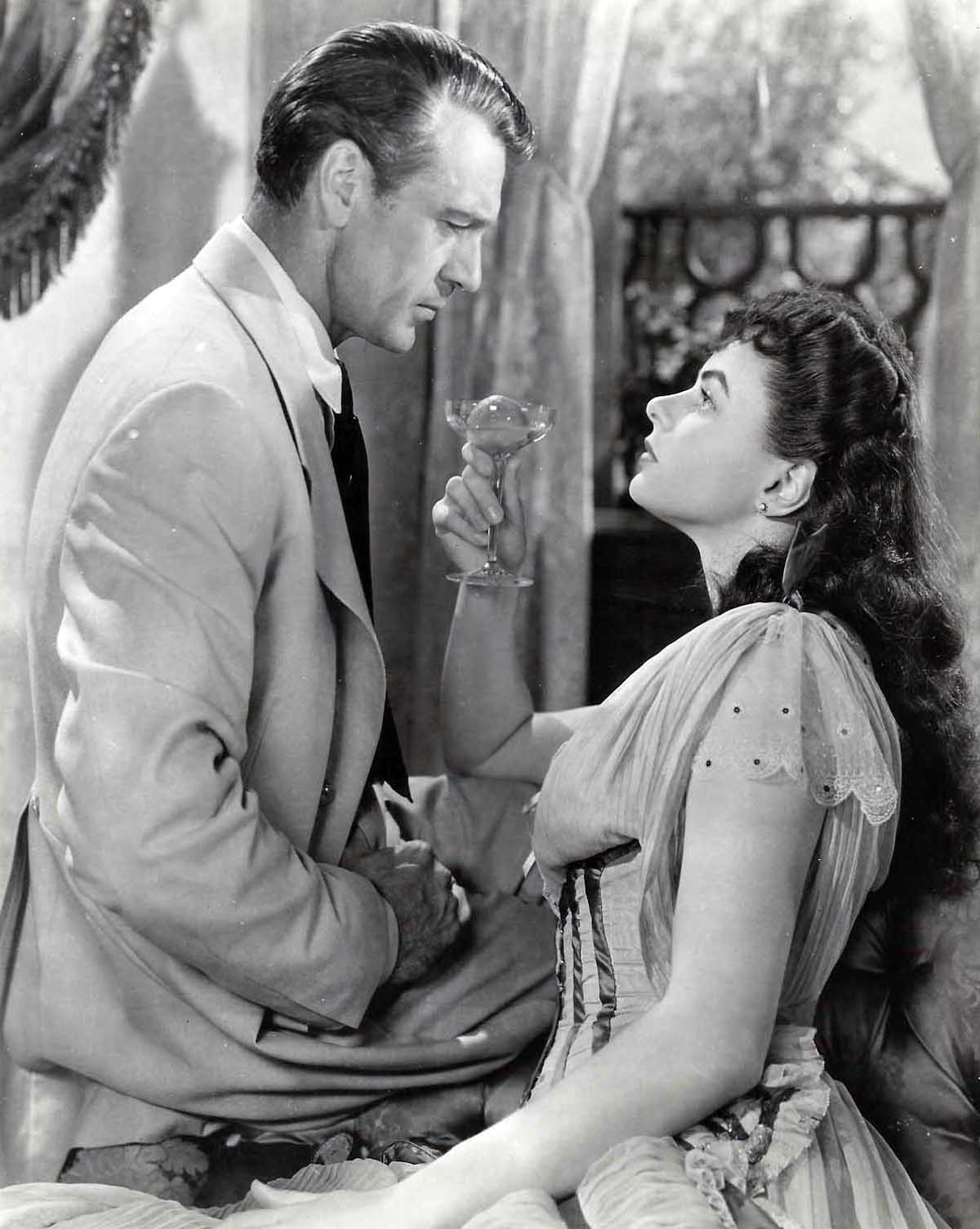
Ingrid Bergman i Gary Cooper w filmie Odcinek Saratoga, 1945

Wraz z powojennymi zmianami społecznymi w Stanach Zjednoczonych nowy kierunek obrała również kariera Coopera. Chociaż wciąż odgrywał typowe dla siebie heroiczne role, to filmy, w których występował w mniejszym stopniu opierały się na jego postaci, a bardziej na nowatorskiej fabule i egzotycznym otoczeniu. W listopadzie 1945 Cooper wystąpił z Ingrid Bergman w dziewiętnastowiecznym dramacie Sama Wooda Odcinek Saratoga, o teksańskim kowboju i jego związku z piękną łowczynią posagów. Z powodu dużego zapotrzebowania na filmy wojenne premiera wyprodukowanego na początku 1943 Odcinku Saratoga opóźniła się o dwa lata. Obraz otrzymał słabe recenzje, ale pod względem finansowym spisał się dobrze, będąc jedną z najbardziej dochodowych produkcji Warner Bros. w tym roku. Jedynym filmem Coopera w 1946 był romantyczny thriller W tajnej misji Fritza Langa, opowiadający o łagodnym profesorze fizyki zwerbowanym przez Biuro Służb Strategicznych w ostatnich latach II wojny światowej, który za zadanie otrzymał zbadanie niemieckiego programu atomowego. Wcielając się w postać luźno opartą na amerykańskim fizyku J. Robercie Oppenheimerze, Cooper był skrępowany rolą i nie był w stanie oddać jej sensu. Film zebrał negatywne recenzje i okazał się finansową porażką. W 1947 razem z Paulette Goddard wystąpili w przygodowym Unconquered Cecila B. DeMille’a. Wyprodukowany z rozmachem obraz opowiada o osiemnastowiecznym pograniczniku broniącym osadników przed pozbawionym skrupułów handlarzem bronią i nieprzyjaznymi Indianami. Film zebrał mieszane recenzje, ale nawet odwieczny krytyk DeMille’a James Agee przyznał, że film miał w sobie „coś autentycznego z tamtego okresu”. Ten ostatni z czterech filmów wykonanych przy współpracy z DeMillem był zarazem jego najbardziej lukratywnym – aktor zarobił ponad 300 tys. dolarów (ok. 3,08 mln USD w 2022) w wynagrodzeniu i otrzymał też udział w zyskach. Unconquered był jedynym niekwestionowanym kasowym sukcesem Coopera w ciągu kolejnych pięciu lat.

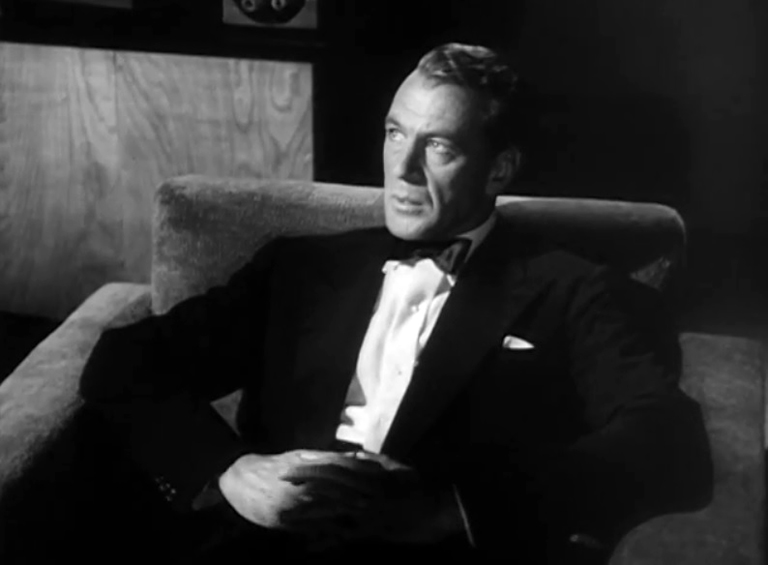
Cooper w The Fountainhead, 1949

Po zrealizowaniu romantycznej komedii Good Sam Leo McCareya w 1948 sprzedał wytwórnię International Pictures i podpisał długoterminowy kontrakt z Warner Bros., który gwarantował 295 tys. dolarów (ok. 2,87 mln USD w 2022) za obraz i dawał mu ostatnie zdanie przy wyborze scenariusza i reżysera. Pierwszym filmem aktora na nowych warunkach był dramat Kinga Vidora The Fountainhead, z Patricią Neal i Raymondem Masseyem. Cooper odegrał w nim rolę idealistycznego i nieustępliwego architekta, który walczy o zachowanie swojej rzetelności i indywidualizmu w obliczu społecznej presji dopasowania się do powszechnie obowiązujących norm. Stworzony na podstawie powieści Ayn Rand, która była również odpowiedzialna za scenariusz, film przedstawia jej filozofię obiektywistyczną, uderza w koncepcje altruizmu i kolektywizmu jednocześnie promując cnoty egoizmu i indywidualizmu. Według większości krytyków Cooper nie był właściwą osobą do obsadzenia w roli Howarda Roarka. W recenzji dla „The New York Times” Bosley Crowther ocenił, że aktor był „Panem Deedsem w nieswoim żywiole”. Powrócił do niego w dramacie Delmera Davesa Grupa uderzeniowa, opowiadającym o przechodzącym na emeryturę kontradmirale, który wspomina długą karierę jako pilot marynarki wojennej i swój wkład w rozwój lotniskowców. Gra aktorska Coopera i dostarczony przez United States Navy materiał kroniki filmowej sprawiły, że był to jeden z najlepiej przyjętych obrazów aktora w tamtym okresie. W ciągu dwóch kolejnych lat Cooper wystąpił w czterech słabo przyjętych filmach: dramacie historycznym Tytoń! (1950) Michaela Curtiza, westernowym melodramacie Dallas Stuarta Heislera, komedii wojennej You’re in the Navy Now Henry’ego Hathawaya oraz westernie Odległe bębny Raoula Walsha.

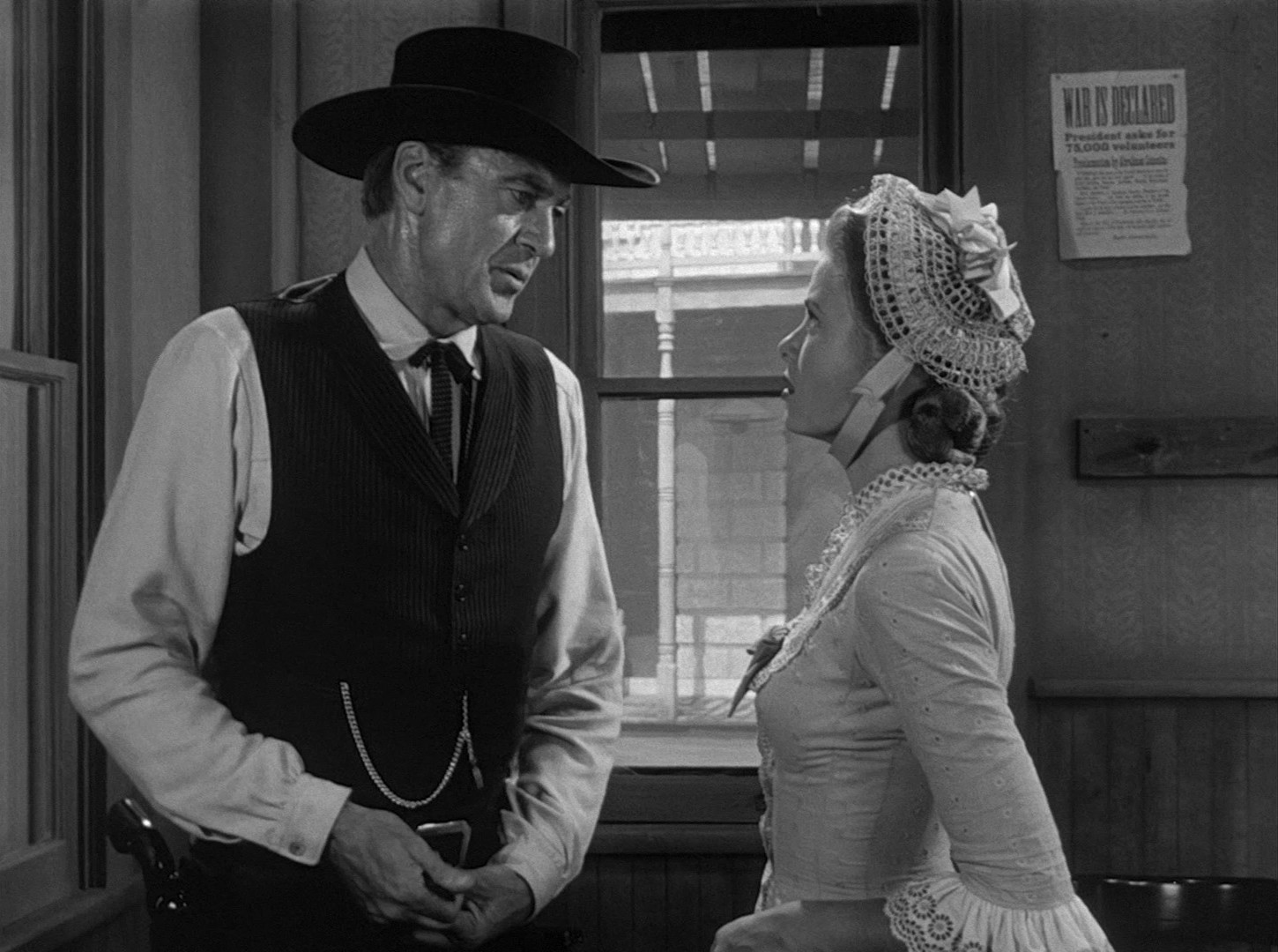
Cooper i Grace Kelly w W samo południe, 1952

#### W samo południe
Najważniejszą produkcją Coopera w latach powojennych był westernowy dramat W samo południe w reżyserii Freda Zinnemanna studia United Artists. W roli pierwszoplanowej wystąpiła również Grace Kelly. W filmie Cooper wciela się w Willa Kane’a, ustępującego szeryfa z zamiarem wyjazdu na miesiąc miodowy ze swoją dopiero co poślubioną małżonką, gdy nagle dowiaduje się o powracającym do miasta i szukającym zemsty przestępcy, którego sam wcześniej pozbawił wolności. Will Kane, „człowiek zbyt dumny by uciekać”, nie mogąc otrzymać pomocy od przerażonych mieszkańców i opuszczony przez pannę młodą, gorliwą pacyfistkę, postanawia w pojedynkę stawić czoło znanemu sobie bandycie i jego poplecznikom. Podczas kręcenia filmu był w złej kondycji zdrowotnej spowodowanej dokuczliwymi wrzodami żołądka. Według Hectora Arce’a w niektórych scenach bolesny wyraz twarzy i zauważalny dyskomfort aktora uwiarygadniał „brak wiary w siebie”, przyczyniając się do większej skuteczności jego gry aktorskiej. Ze względu na poruszaną tematykę odwagi cywilnej uważany za jeden z pierwszych „dorosłych” westernów, W samo południe otrzymał entuzjastyczne recenzje za swój artyzm, na czele z magazynem „Time”, który uplasował go w jednym rzędzie z Dyliżansem i Jimem Ringo. Bosley Crowther w „The New York Times” napisał, że Cooper był w swojej najwyższej formie, a John McCarten na łamach „The New Yorker” odnotował, że Cooper nigdy nie był bardziej efektywny. Film zarobił 3,75 mln dolarów (ok. 33,1 mln USD w 2022) w Stanach Zjednoczonych i 18 mln dolarów (ok. 159 mln USD w 2022) na całym świecie. Cooper poszedł za przykładem swojego przyjaciela Jamesa Stewarta i zaakceptował mniejsze wynagrodzenie w zamian za udział w zyskach, dzięki czemu zarobił 600 tys. dolarów (ok. 5,29 mln USD w 2022). Powściągliwy styl gry Coopera był powszechnie chwalony i przyniósł mu drugą statuetkę nagrody Akademii Filmowej dla najlepszego aktora.

### Późniejsze filmy (1953–1961)
Po pojawieniu się w dramacie osadzonym w czasie wojny secesyjnej Tropem koniokradów w reżyserii André de Totha – typowym filmie Warner Bros., który został przyćmiony przez sukces jego poprzednika – Cooper zagrał w czterech produkcjach poza granicami Stanów Zjednoczonych. W dramacie Marka Robsona Powrót do raju (1953) aktor zostaje amerykańskim tułaczem, który uwalnia mieszkańców polinezyjskiej wyspy od purytańskich rządów nierozważnego pastora. W trakcie trzymiesięcznego kręcenia filmu na wyspie Upolu w Samoa Zachodnim Cooper musiał przecierpieć spartańskie warunki życia, wiele godzin zdjęć i zły stan swojego zdrowia. Pomimo pięknych ujęć film spotkał się ze słabymi ocenami. Trzy kolejne obrazy Coopera były nagrywane w Meksyku. W przygodowym Płynnym złocie (1953) Hugo Fregonese z Barbarą Stanwyck w obsadzie, aktor wcielił się w nafciarza w Meksyku, który wplątuje się w intrygę z dyrektorem spółki naftowej i jego pozbawioną skrupułów żoną, z którą niegdyś wdał się w romans. W 1954 zagrał w westernie Ogród zła Henry’ego Hathawaya z Susan Hayward, opowiadającym o trzech poszukiwaczach złota szukających szczęścia w Meksyku, którzy zostają wynajęci przez kobietę pragnącą, by uratowali jej męża. W tym samym roku pojawił się w przygodowym westernie Vera Cruz Roberta Aldricha. U jego boku również w roli pierwszoplanowej zagrał Burt Lancaster. W filmie Cooper gra amerykańskiego poszukiwacza przygód zatrudnionego przez cesarza Maksymiliana I, by eskortować hrabinę do Vera Cruz podczas wojny domowej w 1866. Wszystkie te filmy nie przypadły do gustu krytykom ale okazały się kasowymi sukcesami. Za Vera Cruz Cooper otrzymał 1,4 mln dolarów (ok. 12,1 mln USD w 2022) w postaci wynagrodzenia i udziału w zysku.

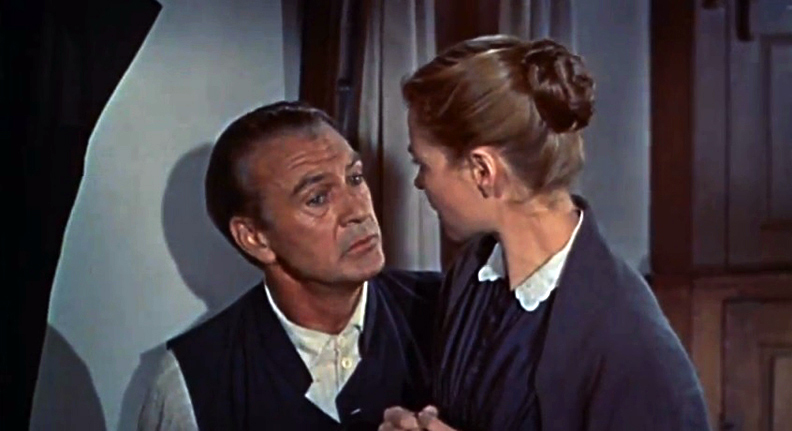
Cooper i Dorothy McGuire w Przyjacielskiej perswazji, 1956

W tym okresie zmagał się z problemami zdrowotnymi. Będąc wciąż w trakcie kuracji na wrzody żołądka, podczas jednego z ujęć Płynnego złota doznał poważnego urazu ramienia po uderzeniu przez metalowe odłamki z wysadzonego w powietrze szybu naftowego. W czasie kręcenia Vera Cruz spadł z konia, przez co odnowiła mu się kontuzja biodra, oraz został poparzony, gdy Burt Lancaster ze zbyt bliskiej odległości wystrzelił ze strzelby, przez co materiał wypełniający ślepy nabój przedziurawił jego ubranie. W 1955 wystąpił w biograficznym dramacie wojennym Billy Mitchell przed sądem wojskowym Otta Premingera o amerykańskim generale I wojny światowej, który stara się przekonać urzędników państwowych o znaczeniu sił powietrznych i zostaje postawiony przed sądem wojskowym po obarczeniu winą Departament Wojny Stanów Zjednoczonych za serię katastrof lotniczych. Według niektórych krytyków Cooper był źle obsadzony w tej roli i jego nudny występ z zaciśniętymi wargami nie odzwierciedlał dynamicznego i uszczypliwego charakteru Mitchella. W 1956 Cooper zagrał łagodnego kwakra z Indiany w Przyjacielskiej perswazji, dramacie osadzonym w czasach wojny secesyjnej w reżyserii Williama Wylera. U jego boku wystąpiła Dorothy McGuire. Podobnie do Sierżanta Yorka i W samo południe, film porusza kwestię konfliktu między religijnym pacyfizmem a obywatelskim obowiązkiem. Za swój występ Cooper otrzymał swoją drugą nominację do Złotego Globu dla najlepszego aktora. Film otrzymał też sześć nominacji do nagrody Akademii Filmowej, zdobył Złotą Palmę na festiwalu w Cannes w 1957 i zarobił 8 mln dolarów (ok. 65,7 mln USD w 2022) na całym świecie.

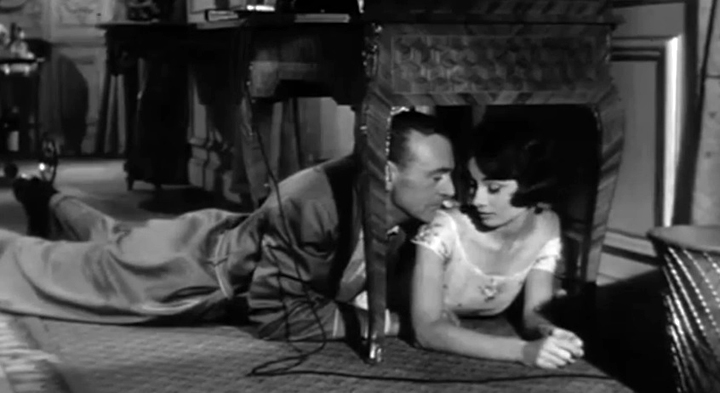
Cooper i Audrey Hepburn w Miłości po południu, 1957

W 1956 udał się do Francji, by z Audrey Hepburn i Maurice Chevalierem wziąć udział w zdjęciach do romantycznej komedii Miłość po południu Billy’ego Wildera. Film opowiada o miłosnych perypetiach w Paryżu amerykańskiego kobieciarza w średnim wieku (w tej roli Gary Cooper). Mimo otrzymania również pozytywnych recenzji – w tym Bosleya Crowthera, który chwalił „czarującą grę aktorską”  – większość krytyków uznała, że Cooper był po prostu za stary do tej roli. Chociaż publiczność nie potrafiła zaakceptować widoku plamienia heroicznej ekranowej osoby Coopera przez kreację podstarzałego hulaki próbującego uwieść niewinną, młodą dziewczynę, to film i tak okazał się kasowym sukcesem. W kolejnym roku Cooper pojawił się w dramacie romantycznym Philipa Dunne'ea Człowiek, którego już nie ma. W filmie opartym na powieści Johna O’Hary aktor wciela się w adwokata, którego życie zostaje zrujnowane przez chytrego polityka i romans z młodą współlokatorką jego córki. Zdaniem biografa Jeffreya Meyersa Cooper zaprezentował „przekonanie i kontrolowaną udrękę”, jednak to nie wystarczyło by uratować to, co Bosley Crowther nazwał „feralnym filmem”.

#### Człowiek z Dzikiego Zachodu

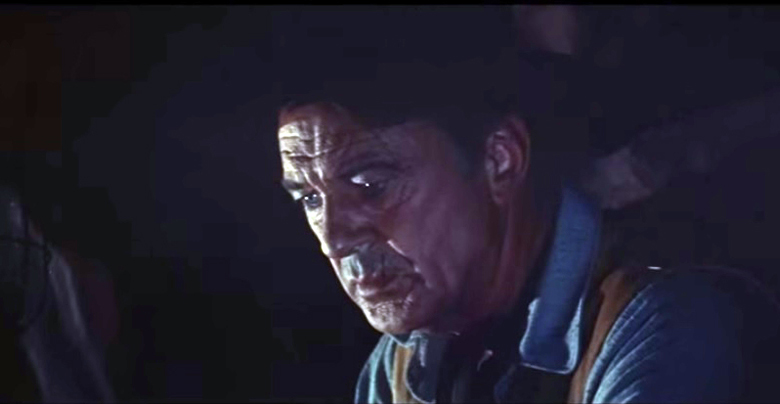
Cooper w Człowieku z Dzikiego Zachodu, 1958

Ciągłe problemy zdrowotne i przejście kilku operacji wrzodów i przepuklin nie powstrzymały Coopera przed występami w filmach akcji. W 1958 zagrał w westernowym dramacie Anthony’ego Manna Człowiek z Dzikiego Zachodu, u boku Julie London i Lee J. Cobba, o odmienionym, byłym rewolwerowcu i przestępcy, który musi zmierzyć się ze swoją przeszłością, gdy pociąg którym podróżuje zostaje napadnięty przez członków jego byłej szajki. Przez wątki paraliżującego gniewu, seksualnego poniżenia i sadyzmu obraz ten określano „najbardziej patologicznym westernem” w karierze Coopera. Zdaniem biografa Jeffreya Meyersa aktor, który zmagał się z moralnym konfliktem w swoim prywatnym życiu, „rozumiał ból postaci usiłującej zachować swoją integralność… [i] wniósł do roli autentyczne uczucia kuszonego i dręczonego, ale wciąż zasadniczo przyzwoitego człowieka”. Wówczas przede wszystkim ignorowany przez krytyków, film ten został doceniony dopiero po latach. Uważany za ostatnie wielkie dzieło Coopera.
Po wygaśnięciu kontraktu z Warner Bros. Cooper założył własną wytwórnię, Baroda Productions, i w 1959 wyprodukował trzy nietypowe filmy poruszające tematykę odkupienia. W westernowym dramacie Delmera Daviesa Drzewo powieszonych zagrał doktora z pogranicza Montany, który pewnego dnia ratuje kryminalistę od tłumu dokonującego samosądu, a później próbuje wykorzystać jego nikczemną przeszłość. Aktor zaprezentował „mocną i przekonywającą” grę emocjonalnie okaleczonego mężczyzny, którego potrzeba dominacji nad innymi zostaje odmieniona przez miłość i poświęcenie kobiety. W historycznym filmie przygodowym W drodze do Cordury w reżyserii Roberta Rossena wystąpił u boku Rity Hayworth i wcielił się w oficera wojskowego uznanego za winnego tchórzostwa, któremu za karę przydzielono poniżające zadanie rekomendowania do odznaczenia Medalem Honoru żołnierzy biorących udział w ekspedycji przeciwko Pancho Villi w 1916. Cooper został dobrze oceniony, ale zdaniem „Variety” i „Films in Review” był za stary do tej roli. We Wraku „Mary Deare” Michaela Andersona z Charltonem Hestonem zagrał skompromitowanego oficera marynarki handlowej, który zostaje na swoim tonącym frachtowcu, aby udowodnić celowe uszkodzenie okrętu, co ma mu pozwolić oczyścić jego dobre imię. Tak jak poprzednie dwie produkcje aktora, film był dla niego wymagający fizycznie. Cooper, który był przeszkolonym płetwonurkiem, sam wykonał większość podwodnych ujęć. Biograf Jeffrey Meyers zaobserwował, że we wszystkich trzech rolach aktor skutecznie oddał sens utraconego honoru i pragnienie odkupienia – co Joseph Conrad w Lordzie Jimie nazwał „walką jednostki, usiłującej ocalić z pozoru swe idee o tem, czem moralna jej istota być powinna”.

## Życie prywatne

### Małżeństwo i rodzina

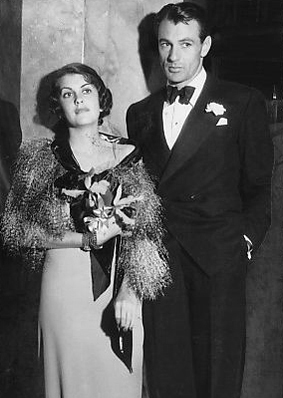
Veronica Balfe i Gary Cooper w listopadzie 1933

Formalne zapoznanie Coopera z jego przyszłą żoną, dwudziestoletnią nowojorczanką i debiutującą aktorką Veroniką Balfe, odbyło się w Niedzielę Wielkanocną 1933 na przyjęciu zorganizowanym przez jej wujka, scenografa filmowego Cedrica Gibbonsa. Veronica, nazywana przez rodzinę i przyjaciół „Rocky”, dorastała przy Park Avenue i uczęszczała do prywatnej szkoły dla młodych kobiet z wyższych sfer. Jej ojczymem był potentat z Wall Street Paul Shields.
15 grudnia 1933, zaledwie dwa tygodnie po zaręczynach, wziął z Balfe cichy ślub w rezydencji rodziców panny młodej przy Park Avenue. Jeden z przyjaciół Coopera zauważył przemianę, jaką wywołało u niego małżeństwo: Ni z tego, ni z owego zdawał się kontrolować siebie i swoje życie. Joan Crawford dodała: Starał się odkupić swoje zaszłe występki. Został domatorem. Powiedział mi, że jego żona wstawała wcześnie, by przygotować mu śniadanie, a każdego wieczora o czasie opuszczał studio żeby zjeść z nią kolację. Według niego Rocky czytała wszystkie jego scenariusze, a on bardzo sobie cenił jej zdanie, ponieważ mogła być obiektywna. W rzeczywistości Rocky nie cierpiała gotować i zostawiała to służącym. Wysportowana i kochająca przebywanie na świeżym powietrzu, Veronica dzieliła z Cooperem wiele pasji, w tym jazdę konną, narciarstwo i strzelanie do rzutków. Była organizatorką ich życia towarzyskiego, a jej kontakty zawodowe i towarzyskie otwierały przed Cooperem drzwi do eleganckiego świata Nowego Jorku. Para posiadała domy w takich dzielnicach Los Angeles, jak: Encino (1933–36), Brentwood (1936–53) i Holmby Hills (1954–1961). Byli również właścicielami domu wakacyjnego w Aspen w stanie Kolorado.
Córka Cooperów, Maria Veronica Cooper, urodziła się 15 września 1937. Cooper był cierpliwym i serdecznym ojcem, uczył Marię tenisa, jazdy na rowerze i nartach oraz jazdy konnej. Dzieląc wiele z zainteresowań swoich rodziców, towarzyszyła im w podróżach, dzięki czemu została z nimi uwieczniona na wielu fotografiach. Tak jak ojciec, pokochała sztukę i rysowanie. W czasie wakacji odbywali rodzinne podróże do Sun Valley w Idaho, spędzali czas w należącym do rodziców Veroniki domu wiejskim w Southampton i często zwiedzali Europę. Do formalnej separacji w małżeństwie doszło 16 maja 1951, gdy Cooper wyprowadził się z domu. Przez ponad dwa lata ich życie rodzinne było trudne i niestabilne. W listopadzie 1953 wprowadził się z powrotem do domu, a do formalnego pojednania z Veroniką doszło w lutym 1954.

### Romanse
W czasie studiów zaręczył się z Doris Virden, jednak z powodu niskich funduszy nie zdecydował się na małżeństwo. Jeszcze przed małżeństwem Cooper wdał się w kilka romansów ze znanymi aktorkami Hollywood, począwszy od 1927 i związku z Clarą Bow, która pomogła mu w rozwinięciu kariery, organizując mu jedną z jego pierwszych znaczących ról w Dzieciach rozwodu (1927). Bow przyczyniła się również do otrzymania przez Coopera roli w Skrzydłach (1927), która przyniosła ogromną liczbę korespondencji wielbicielek młodego aktora. Cooper między oboma filmami oświadczył się Bow, jednak aktorka odrzuciła zaręczyny. Po rozstaniu z Bow romansował z aktorką Carole Lombard. W 1928 nawiązał relację z kolejną doświadczoną aktorką, Evelyn Brent, którą poznał podczas produkcji Beau Sabreur (1928).

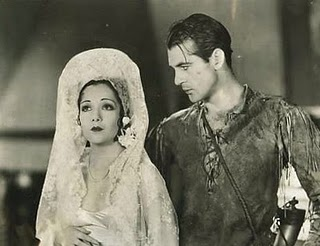
Lupe Vélez i Gary Cooper w Pieśni żywiołów, 1929

W 1929 przy okazji kręcenia Pieśni żywiołów (1929) bliżej poznał Lupe Vélez, z którą miał najważniejszą relację swojej młodości. Związek z meksykańską aktorką, chociaż burzliwy i namiętny, często był też brutalny. Temperamentna Lupe była przeciwnością Coopera, którego spokój i cisza często doprowadzały ją do jeszcze większej furii, w efekcie uciekała się do przemocy fizycznej; po jednej z kłótni strzeliła do niego z pistoletu przez okno odjeżdżającego pociągu, poza tym często rzucała przedmiotami albo wykorzystywała za broń to, co było w zasięgu jej ręki, np. nóż kuchenny, którym kiedyś pchnęła Coopera w ramię, gdy ten przygotowywał obiad. Pomimo rosnącej popularności i zarobków, aktor pozostawał prawie bez grosza. Finansowe wspieranie rodziców i uszczęśliwianie Lupe drogimi prezentami powodowało, że wydawał więcej niż zarabiał. Alice, matka Coopera, nie akceptowała związku syna z Meksykanką. Manipulacje i insynuacje Alice doprowadzały do kłótni między dwójką, czego efektem było zakończenie ich związku. Wpływ na rozpad tej relacji miała również presja ze strony wytwórni, która naciskała na Coopera, by zerwał z kochanką. Mimo rozstania wciąż potajemnie się spotykali, a Cooper nawet oświadczył się Velez, jednak ta odrzuciła zaręczyny.
W czasie dwuletniego związku z Velez miał krótkie romanse z Marlene Dietrich przy okazji produkcji filmu Maroko w 1930, oraz z Carole Lombard podczas kręcenia I Take This Woman w 1931. Podczas pobytu za granicą w latach 1931–1932 wdał się w romans z hrabiną Dorothy di Frasso, z którą mieszkał w jej Villa Madama w Rzymie. Miał też przelotny romans z Tallulah Bankhead oraz aktorkami: Werą Engels i Judith Ellen. Nawiązał także kilkuletni romans z projektantką mody Irene Gibbons.

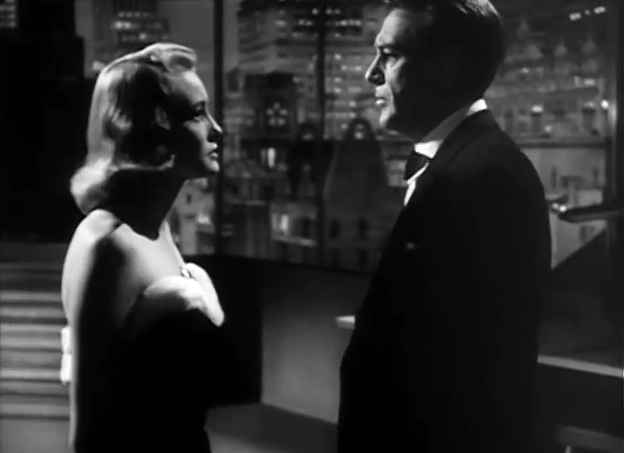
Patricia Neal i Gary Cooper w The Fountainhead, 1949

Po zawarciu związku małżeńskiego w 1933 był wierny żonie do lata 1942, gdy wdał się w romans z Ingrid Bergman podczas produkcji Komu bije dzwon. Ich związek trwał do ukończenia zdjęć do filmu Odcinek Saratoga w czerwcu 1943. Po skończeniu pracy nad The Fountainhead w 1948 zaczął romansować z Patricią Neal, inną gwiazdą tego filmu. Początkowo ich związek był utrzymywany w tajemnicy, do czasu, gdy stał się hollywoodzką tajemnicą poliszynela. Żona Coopera stanęła z nim twarzą w twarz, domagając się konfrontacji plotek z faktami – aktor potwierdził plotki i wyznał, że zakochał się w Neal i nadal się z nią spotykał. W maju 1951 małżeństwo Coopera było w stanie formalnej separacji, ale on sam nie chciał rozwodu. Po latach Neal twierdziła, że Cooper uderzył ją po tym, jak poszła na randkę z Kirkiem Douglasem, oraz że zajął się wszystkimi formalnościami związanymi z aborcją, gdy zaszła z nim w ciążę (zabiegu dokonała w październiku 1950). Pod koniec grudnia 1951 Neal zakończyła ich trwający trzy lata związek. Według plotek, w czasie trzyletniej separacji z żoną Cooper miał romanse z aktorkami: Grace Kelly i Gisèle Pascal oraz z modelką Lorraine Chanel. Jego kochanką była również Anita Ekberg, którą poznał na początku 1956.

### Przyjaźnie, zainteresowania i osobowość
Rzeczy dające mi największą satysfakcję są mi oferowane za darmo, za nic. Czy kiedykolwiek wybrałeś się na małe polowanie jesienią? Widziałeś szron na trawie i zmieniające kolor liście? Spędziłeś dzień na wzgórzach, samemu albo z kompanami? Widziałeś zachód słońca i wschód księżyca? Dojrzałeś ptaka przy podmuchu wiatru? Potok w lesie, sztorm na morzu, czy przejeżdżałeś kraj pociągiem i dojrzałeś coś pięknego na pustkowiu albo na polach? Za darmo dla wszystkich…

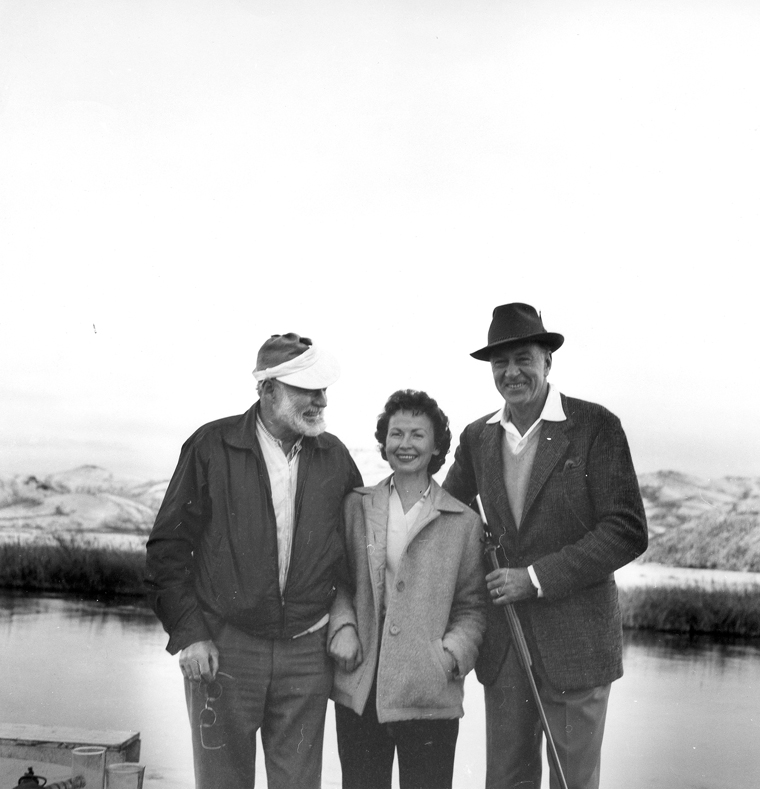
Ernest Hemingway, Bobbi Powell i Gary Cooper w Idaho, 1959

Dwudziestoletnia przyjaźń Coopera z Ernestem Hemingwayem rozpoczęła się w Sun Valley w październiku 1940. Tworząc postać Roberta Jordana z powieści Komu bije dzwon rok wcześniej, Hemingway inspirował się wizerunkiem Gary’ego Coopera. Dwójka uwielbiała spędzać czas na świeżym powietrzu; przez lata razem wybierali się na polowania na kaczki i bażanty i jeździli na nartach w Sun Valley. Obaj byli miłośnikami dzieł Rudyarda Kiplinga – Cooper zawsze trzymał egzemplarz wiersza Jeżeli (If—, 1910) w swojej garderobie – i jako dorośli mężczyźni zachowali ducha młodzieńczej przygody w rozumieniu poety. Poza wielkim podziwem, który u Hemingwaya budziły umiejętności łowieckie i wiedza o dzikiej przyrodzie Coopera, pisarz uważał, że osobowość aktora odpowiadała granym przez niego bohaterom, mówiąc pewnego razu swojemu przyjacielowi: „jeśli sworzyłbyś postać taką jak Coop, nikt by w nią nie uwierzył. On jest po prostu za dobry by być prawdziwym”. Dwójka często się spotykała a przyjaźń trwała przez lata.
Życie towarzyskie Coopera obracało się głównie wokół sportu, zajęć na świeżym powietrzu i proszonych obiadach z jego rodziną i przyjaciółmi z branży filmowej, w tym reżyserami Henrym Hathawayem, Howardem Hawksem, Williamem Wellmanem i Fredem Zinnemannem, oraz aktorami Joelem McCrea, Jamesem Stewartem, Barbarą Stanwyck i Robertem Taylorem. Tak samo jak polowanie Cooper lubił jazdę konną, wędkarstwo, narciarstwo i w swoim późniejszym życiu nurkowanie z akwalungiem. Nigdy nie porzucił wczesnej miłości do obrazów i na przestrzeni lat wraz z żoną powiększali prywatną kolekcję malarstwa współczesnego, nabywając dzieła m.in. Auguste’a Renoir'a, Paula Gauguin'a i Georgii O’Keeffe. W swojej kolekcji posiadał również kilka dzieł Pabla Picassa, którego poznał osobiście w 1956. Aktor całe swoje życie nie ukrywał swojego zamiłowania do samochodów; jego własnością był chociażby Duesenberg z 1930.
Cooper z natury był osobą skrytą, introwertyczną i lubiącą samotność. Podobnie do ekranowych bohaterów, w których się wcielał, wypowiedzi Coopera były przerywane przez dłuższe chwile ciszy ze sporadycznymi „no” i „jasny gwint”. Kiedyś powiedział, że „jeśli inni mają do powiedzenia coś bardziej interesującego niż ja, to się nie odzywam”. Zdaniem jego przyjaciół, Cooper potrafił być elokwentnym, dobrze poinformowanym rozmówcą w tematyce obejmującej konie, broń palną, historię zachodu po kinematografię, samochody sportowe i sztukę współczesną. Był skromny i bezpretensjonalny, często bagatelizujący swoje umiejętności aktorskie i osiągnięcia zawodowe. Jego przyjaciele i znajomi z pracy opisywali go jako czarującego, dobrze wychowanego i troskliwego z pełnym życia, chłopięcym poczuciem humoru. Przez całą swoją karierę Cooper zachował przyzwoitość i nigdy nie nadużywał statusu gwiazdy – nigdy nie żądał specjalnego traktowania ani nie odmawiał pracy z reżyserem lub aktorką. Joel McCrea, przyjaciel aktora, wspominał, że „Coop nigdy nie był kłótliwy, nigdy się nie złościł i z tego co ja wiem, nigdy nie zbeształ drugiej osoby; każdy kto z nim pracował, lubił go”.

### Poglądy polityczne

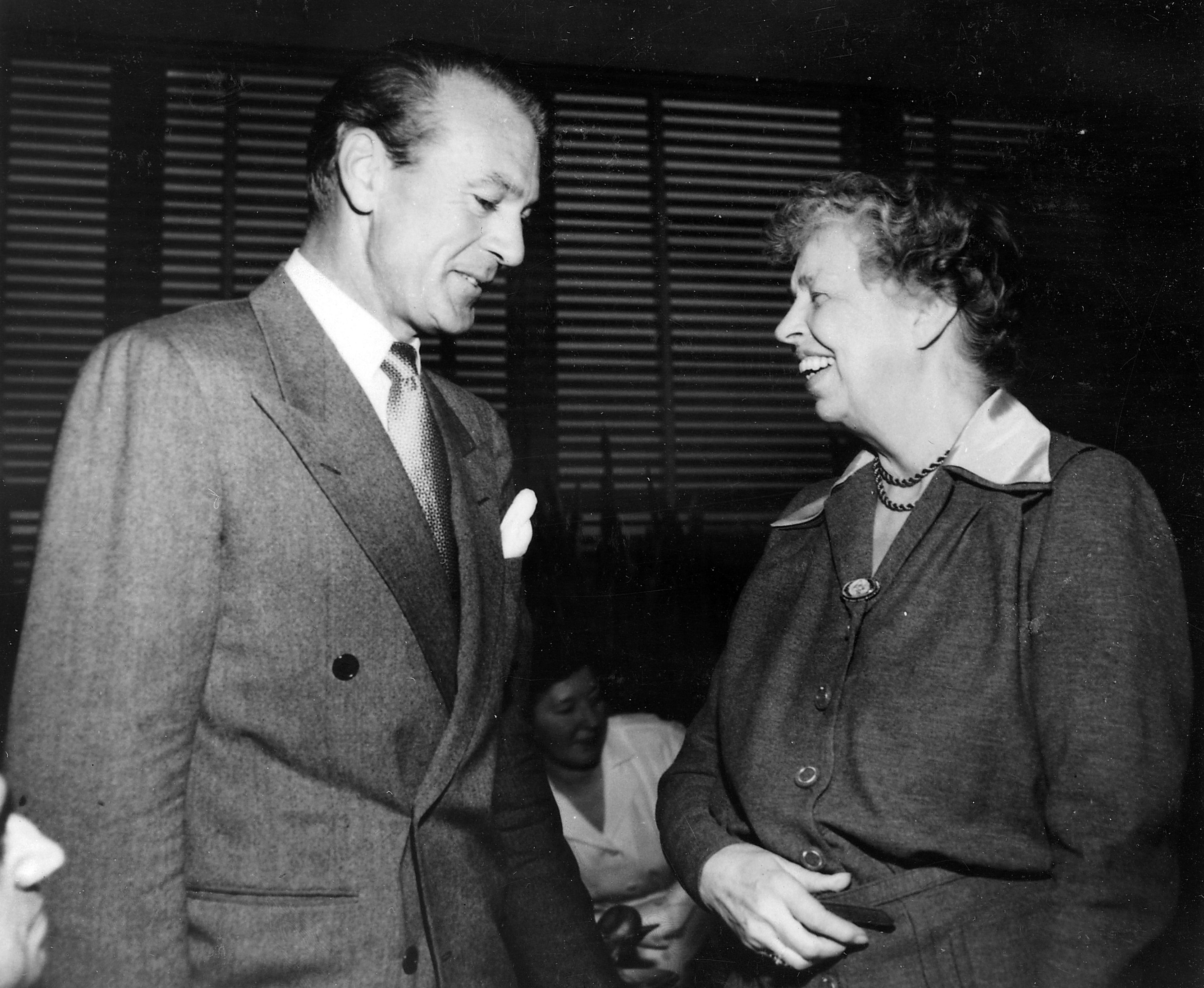
Gary Cooper i Eleanor Roosevelt w tymczasowej siedzibie ONZ w Lake Success, 1950

Tak jak jego ojciec, Cooper był konserwatywnym republikaninem. W wyborach w 1924 oddał głos na Calvina Coolidge’a, w 1928 i 1932 na Herberta Hoovera, a w 1940 wziął udział w kampanii Wendella Willkie’ego. Gdy Franklin D. Roosevelt ubiegał się o bezprecedensową czwartą kadencję w 1944, Cooper wziął udział w kampanii wyborczej Thomasa Deweya i krytykował Roosevelta za bycie niesłownym i za przejmowanie „obcych” koncepcji. W przemówieniu radiowym, za które sam zapłacił, tuż przed wyborami Cooper powiedział: „nie zgadzam się z przeświadczeniem Nowego Ładu o Ameryce, którą wszyscy kochamy, że jest stara i wysłużona i skończona – że musi zapożyczać obce idee, które nie zdają się dobrze działać nawet tam skąd pochodzą ... Nasz kraj jest młodym krajem, który musi się zdecydować na ponownie bycie sobą”. Brał również udział w wiecu wyborczym Republikanów w Los Angeles Memorial Coliseum, w którym udział wzięło 93 tys. zwolenników Deweya.
Cooper był jednym z członków założycieli Motion Picture Alliance for the Preservation of American Ideals, konserwatywnej instytucji mającej za cel, zgodnie z jej zbiorem zasad, „zachowanie amerykańskiego stylu życia” oraz przeciwdziałanie komunizmowi i faszyzmowi. Organizacja – której członkami byli m.in. Walter Brennan, Laraine Day, Walt Disney, Clark Gable, Hedda Hopper, Ronald Reagan, Barbara Stanwyck i John Wayne – doradziła Kongresowi Stanów Zjednoczonych przeprowadzenie dochodzenia w sprawie komunistycznych wpływów w przemyśle filmowym. 23 października 1947 Cooper zeznawał przed Komisją ds. Badania Działalności Antyamerykańskiej. Aktor zrelacjonował słyszane wypowiedzi sugerujące, że Konstytucja jest przestarzała, a Kongres jest zbędną instytucją – głosy, które Cooper uważał za „bardzo nieamerykańskie”. Zeznał również, że odrzucił kilka scenariuszy, ponieważ były „zabarwione komunistycznymi ideami”. W przeciwieństwie do niektórych innych świadków Cooper, zeznając, nie podał żadnych nazwisk.

### Religia
Sakrament chrztu przyjął w kościele anglikańskim w 1911 w Anglii. W Stanach Zjednoczonych wychowywany był należąc do tamtejszego Kościoła Episkopalnego. Chociaż nie był praktykującym chrześcijaninem w dorosłym życiu, wielu z jego znajomych uważało, że miał też głęboką, duchową stronę.
26 czerwca 1953 towarzyszył swojej żonie i córce, pobożnym katoliczkom, w podróży do Rzymu na audiencję u papieża Piusa XII. Małżeństwo było wówczas wciąż w separacji, ale papieska wizyta była początkiem ku ich stopniowemu pojednaniu. W kolejnych latach Cooper kontemplował nad swoją śmiertelnością i zachowaniem a w rodzinnych rozmowach poruszał temat katolicyzmu. Zaczął regularnie uczęszczać z rodziną do kościoła, gdzie poznał proboszcza z ich parafii, który zaproponował Cooperowi duchową pomoc. Po kilku miesiącach nauki, 9 lipca 1959 został ochrzczony w kościele katolickim, w gronie rodziny i najbliższych przyjaciół w Kościele Dobrego Pasterza w Beverly Hills.

## Ostatni rok i śmierć

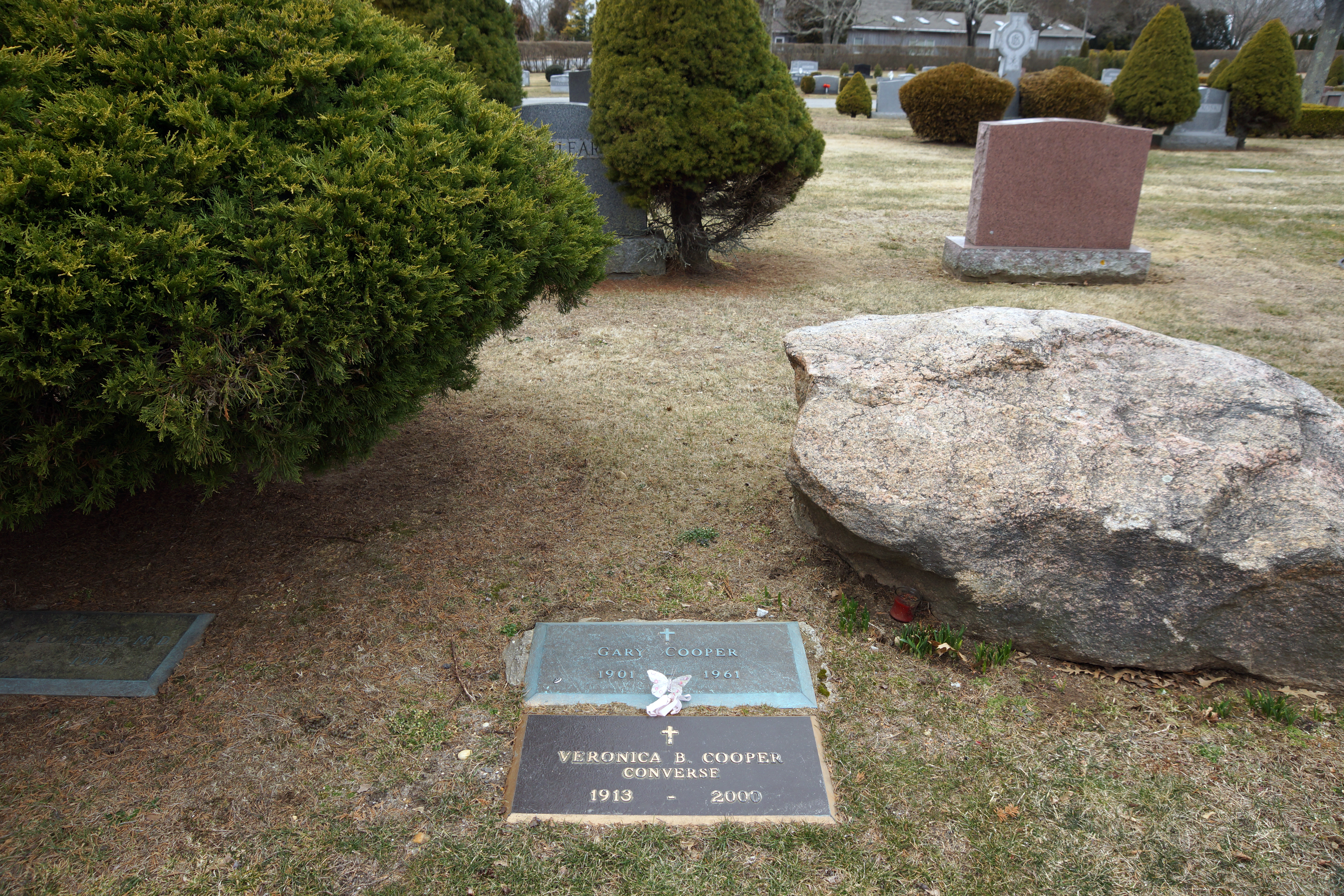
Grób Coopera na Sacred Hearts Cemetery w Southampton w stanie Nowy Jork

14 kwietnia 1960 w Massachusetts General Hospital Cooper przeszedł operację raka prostaty z przerzutem na jelito grube. 31 maja ponownie poczuł się źle i kolejny raz był zmuszony przejść operację usunięcia złośliwego nowotworu jelita grubego. Po odzyskaniu sił w trakcie lata odbył rodzinną podróż do południowej Francji, by niedługo później udać się do Anglii, gdzie wziął udział w produkcji swojego ostatniego filmu, Nagie ostrze. W grudniu 1960 pracował w telewizyjnym dokumencie NBC The Real West, który był częścią serii Project 20 tego studia. 20 grudnia lekarz rodzinny poinformował żonę Coopera, że rak rozprzestrzenił się na płuca oraz kości i jest nieoperacyjny. Rodzina postanowiła wstrzymać się z przekazywaniem tej informacji Cooperowi.
9 stycznia 1961 uczestniczył w przyjęciu na jego cześć zorganizowanym przez Franka Sinatrę i Deana Martina we Friars Club w Beverly Hills. Spotkanie, na którym pojawiło się wielu jego przyjaciół z branży, zakończyła przemowa Coopera: „jedynym moim osiągnięciem, z którego jestem naprawdę dumny są przyjaźnie, które nawiązałem w tej wspólnocie”. W połowie stycznia rodzina Cooperów udała się na ostatnie wspólne wczasy do Sun Valley, gdzie aktor i Ernest Hemingway po raz ostatni wyruszyli w pieszą, śnieżną wycieczkę. 27 lutego po powrocie do Los Angeles Cooper dowiedział się, że umiera. Powiedział swojej rodzinie: „będziemy modlić się o cud; jeśli nie, i taka będzie wola Boża, to też w porządku”. 17 kwietnia oglądał w telewizji ceremonię wręczenia Oscarów, podczas której jego dobry przyjaciel James Stewart, który wręczał mu pierwszą statuetkę lata wcześniej, odebrał w jego imieniu Oscara za całokształt twórczości – trzeciego w dorobku Coopera. Przemawiając do Coopera trzymający statuetkę wzruszony Stewart powiedział: „Coop, chcę byś wiedział, że dostarczę ją do ciebie natychmiast. Za tym idzie też cała przyjaźń i przywiązanie i podziw i głęboki szacunek od nas wszystkich. Jesteśmy z ciebie bardzo, bardzo dumni, Coop”. Kolejnego dnia gazety w całym kraju ogłosiły, że Cooper umiera. W następnych dniach aktor otrzymywał liczne wiadomości z wyrazami uznania i wsparcia, w tym telegramy od papieża Jana XXIII i królowej Elżbiety II, oraz telefon od prezydenta Johna F. Kennedy’ego.
W swoim ostatnim publicznym oświadczeniu 4 maja Cooper powiedział: „wiem, że to, co się wydarzy jest wolą Boga. Nie obawiam się przyszłości”. Ostatnie namaszczenie przyjął 12 maja. Odszedł w spokoju dzień później, w sobotę 13 maja 1961 o godzinie 12:47, sześć dni po swoich 60. urodzinach. Na mszę w jego intencji, która odbyła się 18 maja w Kościele Dobrego Pasterza, przybyło wielu przyjaciół Coopera, w tym  James Stewart, Henry Hathaway, Joel McCrea, Audrey Hepburn, Jack L. Warner, John Ford, John Wayne, Edward G. Robinson, Frank Sinatra, Dean Martin, Randolph Scott, Walter Pidgeon, Bob Hope i Marlene Dietrich. Aktor pochowany został na Holy Cross Cemetery w Culver City w Kalifornii. W maju 1974, gdy jego rodzina przeprowadziła się do Nowego Jorku, szczątki Coopera zostały ekshumowane i ponownie pochowane w Sacred Hearts Cemetery w Southampton. Grób aktora jest oznaczony trzytonowym kamieniem z kamieniołomu w Montauk.

## Styl gry i renoma
Naturalność jest trudna do opisania, ale sądzę, że sprowadza się do tego: dowiadujesz się czego od twojego typu bohatera oczekują ludzie i dajesz im to, czego chcą. Tym sposobem aktor nigdy nie wydaje się nienaturalny albo sztuczny, niezależnie od roli jaką gra.

Grę aktorską Coopera cechowały trzy czynniki: umiejętność odwzorowania pewnych elementów swojej własnej osobowości w odgrywanych postaciach, bycie naturalnym i autentycznym w swoich rolach oraz umiejętność do dawania wstrzemięźliwych, mało wyrazistych występów, skalibrowanych do kamery i obrazu. Wykładowca sztuki aktorskiej Lee Strasberg zauważył: „najprostszymi przykładami koncepcji Stanisławskiego są tacy aktorzy jak Gary Cooper, John Wayne i Spencer Tracy. Oni nie próbują grać, tylko będąc sobą odpowiadają lub reagują. Odmawiają mówienia lub robienia czegokolwiek, co uważają za nieharmonijne z ich charakterami”. Reżyser François Truffaut umieścił Coopera wśród „najwspanialszych aktorów” ze względu na jego umiejętność gry bez dawania instrukcji. Zdolność do wnoszenia własnej osobowości w grane postacie wytworzyła ciągłość w jego występach do tego stopnia, że krytycy filmowi i widownia byli przekonani, że po prostu grał siebie.
Umiejętność przeniesienia swojej osobowości na ekranowych bohaterów odegrała ważną rolę w byciu naturalnym i autentycznym przed kamerą. Aktor John Barrymore powiedział o Cooperze: „ten facet jest największym aktorem na świecie. Bez wysiłku robi to, na naukę czego reszta z nas poświęca całe swoje życie – mianowicie, bycie naturalnym”. Charles Laughton, który grał u jego boku w Devil and the Deep dodał: „w istocie rzeczy, ten chłopak nie ma pojęcia jak dobrze gra… Bierze to ze środka, z jego własnego pełnego poglądu na życie”. William Wyler, który współpracował z Cooperem przy dwóch filmach, określił go „znakomitym aktorem, mistrzem gry aktorskiej”.
Bycie skrytym i mało wyrazistym przed kamerą zaskoczyło wielu pracujących z nim reżyserów i aktorów. Nawet w jego wczesnych filmach zdawał sobie sprawę z dostrzegania przez kamerę najdrobniejszych gestów i mimiki. Komentując występ Coopera w Sierżancie Yorku reżyser Howard Hawks zaobserwował: „pracował bardzo ciężko, a jednak zdawał się w ogóle nie pracować. Był osobliwym aktorem ponieważ patrząc na niego w trakcie ujęcia pomyślałbyś... to nie może być dobre. Oglądając nagrania w kabinie projekcyjnej na drugi dzień mogłeś wyczytać z jego twarzy wszystko, o czym myślał”. Sam Wood, reżyser czterech filmów z Cooperem, miał podobne zdanie o jego grze w Dumie Jankesów: „to, co uważałem za mało wyrazistą grę okazało się idealnym podejściem. Na ekranie jest doskonały, jednak na planie przysiągłbyś, że jest to najgorsze aktorstwo w historii filmografii”. Aktorzy towarzyszący mu na planie również podziwiali jego aktorstwo. Wypowiadając się o dwóch filmach, w których zagrała u boku Coopera, aktorka Ingrid Begmand podsumowała: „osobowość tego mężczyzny była tak ogromna, tak przytłaczająca – i ta ekspresja w jego oczach i na jego twarzy, była tak wrażliwa i skryta. Nie mogłeś tego zauważyć dopóki nie zobaczyłeś tego na ekranie. Uważałam, że był cudowny; najbardziej skryty i naturalny aktor, z którym kiedykolwiek pracowałam”.

## Spuścizna
Kariera Coopera trwała 36 lat, od 1925 do 1961. W tym czasie wystąpił w rolach głównych w 84 filmach. Był wielką gwiazdą amerykańskiego kina od zmierzchu filmu niemego po koniec „Złotej Ery Hollywood”. Jego naturalny, wiarygodny i powściągliwy styl gry był podziwiany zarówno przez kobiety, jak i przez mężczyzn. Jego życiorys zawodowy obejmował role w większości głównych gatunków filmowych, w tym: westerny, filmy wojenne, filmy przygodowe, dramaty, filmy kryminalne, melodramaty, komedie i komedie romantyczne. Pojawiał się na liście największych osobowości filmu według „Motion Picture Herald” przez 23 kolejne lata, od 1936 do 1958. Był jednym z najlepiej zarabiających aktorów Hollywood przez 18 lat, pojawiając się na corocznej liście Quigley Publishing Company najlepiej zarabiających w latach 1936–1937, 1941–1949 i 1951–1957, a w 1953 znalazł się na jej szczycie. Został również uplasowany na 4. miejscu najlepiej zarabiających aktorów w historii, za Johnem Wayne’em, Clintem Eastwoodem i Tomem Cruise’em. W dniu jego śmierci jego filmy osiągnęły dochód w wysokości ponad 200 mln dolarów (ok. 1,5 mld USD w 2022, po uwzględnieniu inflacji).

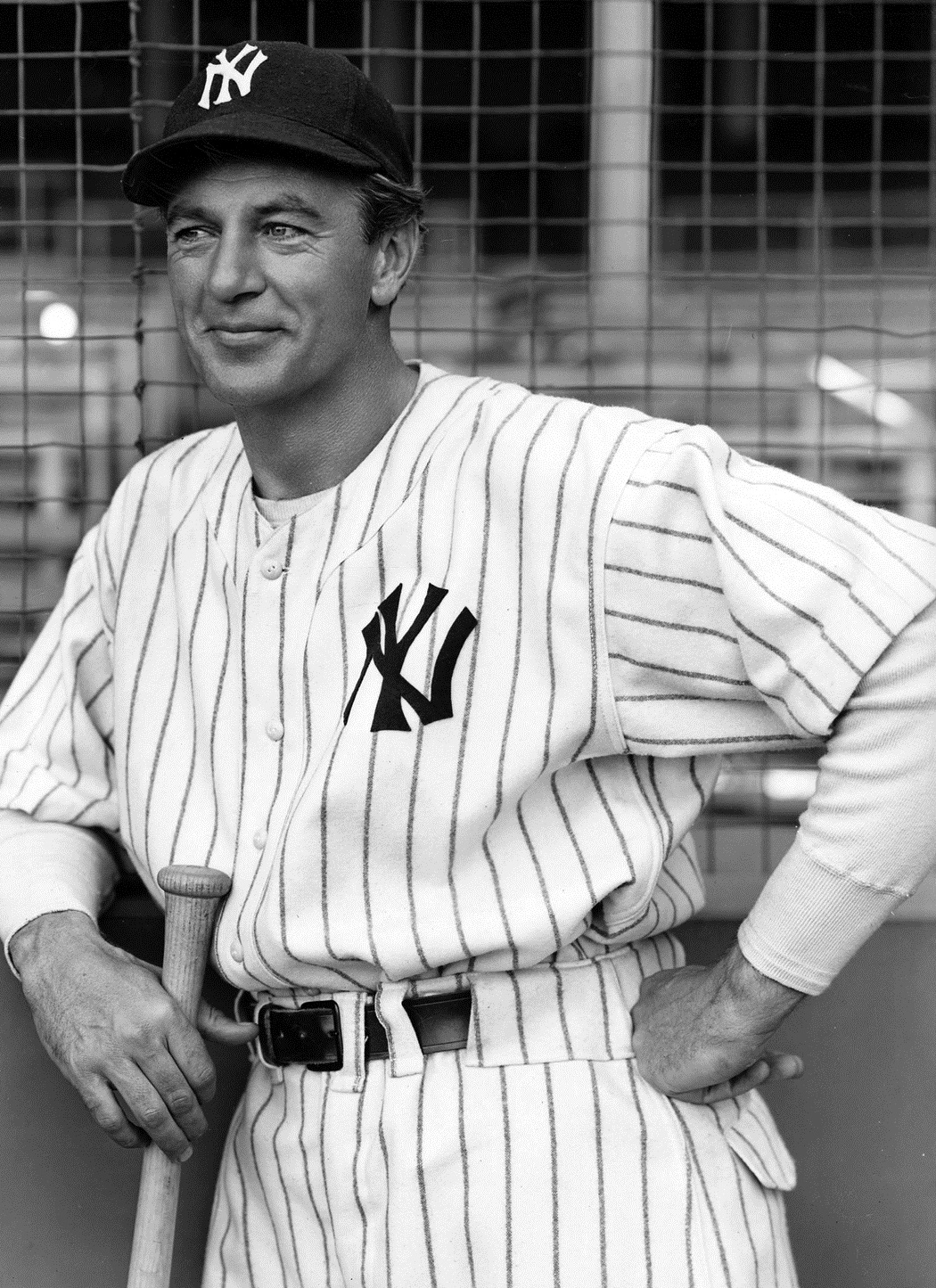
Gary Cooper jako słynny Lou Gehrig w Dumie Jankesów (1942). Postać ta znalazła się na liście 50 największych filmowych bohaterów według AFI

W ponad połowie swoich filmów Cooper wcielał się w role ludzi z Zachodu, żołnierzy, pilotów, marynarzy i odkrywców – wszystkich będących ludźmi akcji. W pozostałych rolach wcielał się w rozmaite postacie, jak chociażby: doktora, profesora, artystę, architekta, urzędnika i baseballistę. Heroiczna postać ekranowa Coopera zmieniała się z każdym okresem jego kariery. We wczesnych filmach grał pewnego swojej moralnej postawy młodego, naiwnego bohatera, wierzącego w triumf prostych wartości (The Virginian). Po osiągnięciu statusu gwiazdy, westernowy bohater został zastąpiony przez bardziej rozważną postać w filmach przygodowych i dramatach (Pożegnanie z bronią). U szczytu kariery, od 1936 do 1943, był bohaterem nowego typu – orędownikiem zwykłego obywatela (Pan z milionami, Obywatel John Doe, Komu bije dzwon). W latach powojennych próbował sił wcielając się w dojrzałych bohaterów będących samemu w konflikcie z otoczeniem (The Fountainhead, W samo południe). W jego ostatnich produkcjach bohater odrzuca przemoc  i pragnie odzyskać utracony honor i znaleźć odkupienie (Przyjacielska perswazja, Człowiek z Dzikiego Zachodu). Ekranowa postać, którą rozwinął i utrzymał przez całą swoją karierę przedstawiała idealnego amerykańskiego bohatera – wysokiego, przystojnego i szczerego mężczyznę o niezłomnej prawości, który przedkłada działanie nad myślenie i łączy heroiczne cechy romantycznego kochanka, poszukiwacza przygód i zwykłego człowieka.
Za wkład w branżę filmową 6 lutego 1960 Cooper został uhonorowany gwiazdą na Hollywoodzkiej Alei Gwiazd. Otrzymał również gwiazdę na chodniku przy Ellen Theater w Bozeman w stanie Montana. 6 maja 1961 został odznaczony francuskim Orderem Sztuki i Literatury za znaczący wkład w sztukę. 30 lipca 1961 został pośmiertnie nagrodzony włoską nagrodą specjalną David di Donatello za swoje dokonania. W 1966 został zaliczony w poczet gwiazd westernu „Hall of Great Western Performers” w National Cowboy & Western Heritage Museum w Oklahoma City. American Film Institute uplasowała go na 11. miejscu listy 25 najlepszych aktorów amerykańskiej kinematografii. Trzy z granych przez niego postaci – Will Kane, Lou Gehrig i Sierżant York – znalazły się na liście AFI 100 największych filmowych bohaterów i złoczyńców, wszyscy będący bohaterami. Cytat Lou Gehriga „dziś uważam siebie za najszczęśliwszego człowieka na ziemi” znalazł się na 38. miejscu listy 100 najlepszych cytatów z amerykańskich filmów wszech czasów według AFI. Według biografa Jeffreya Meyersa trwałą spuścizną Coopera ponad pół wieku po jego śmierci jest kreacja idealnego amerykańskiego bohatera, uwieczniona w jego filmowych występach. Charlton Heston dodał, że Cooper „odwzorował typ mężczyzny, którym chcieliby być Amerykanie, prawdopodobnie bardziej niż jakikolwiek aktor który kiedykolwiek żył”.
Wizerunek Willa Kane’a został wykorzystany do agitacji wyborczej Komitetu Obywatelskiego „Solidarność” w wyborach parlamentarnych w Polsce w 1989. Plakat z kroczącym szeryfem, trzymającym w prawej dłoni kartę do głosowania zamiast Colta, napisem „Solidarność” za jego plecami i podpisem „W samo południe, 4 czerwca 1989” stał się symbolem zmian ustrojowych w Polsce.
W 2009 został upamiętniony na znaczku pocztowym w związku z serią „Legendy Hollywoodu”.

## Nagrody i nominacje
| Rok  | Nagroda                              | Kategoria                             | Film                            | Wynik     | Źródło  |
| ---- | ------------------------------------ | ------------------------------------- | ------------------------------- | --------- | ------- |
| 1937 | Nagroda Akademii Filmowej            | Najlepszy aktor                       | Pan z milionami                 | Nominacja | [ 127 ] |
| 1937 | Nagroda New York Film Critics Circle | Najlepszy aktor                       | Pan z milionami                 | Nominacja | [ 439 ] |
| 1941 | Nagroda New York Film Critics Circle | Najlepszy aktor                       | Sierżant York                   | Wygrana   | [ 277 ] |
| 1942 | Nagroda Akademii Filmowej            | Najlepszy aktor                       | Sierżant York                   | Wygrana   | [ 440 ] |
| 1943 | Nagroda Akademii Filmowej            | Najlepszy aktor                       | Duma Jankesów                   | Nominacja | [ 199 ] |
| 1944 | Nagroda Akademii Filmowej            | Najlepszy aktor                       | Komu bije dzwon                 | Nominacja | [ 441 ] |
| 1952 | Photoplay Award                      | Most Popular Male Star                | W samo południe                 | Wygrana   | [ 277 ] |
| 1953 | Nagroda Akademii Filmowej            | Najlepszy aktor                       | W samo południe                 | Wygrana   | [ 442 ] |
| 1953 | Złoty Glob                           | Najlepszy aktor w filmie dramatycznym | W samo południe                 | Wygrana   | [ 277 ] |
| 1957 | Złoty Glob                           | Najlepszy aktor w filmie dramatycznym | Przyjacielska perswazja         | Nominacja | [ 277 ] |
| 1959 | Laurel Award                         | Top Action Performance                | Drzewo powieszonych             | Wygrana   | [ 443 ] |
| 1960 | Laurel Award                         | Top Action Performance                | W drodze do Cordury             | Wygrana   | [ 443 ] |
| 1961 | Nagroda Akademii Filmowej            | Oscar Honorowy                        | Za całokształt pracy aktorskiej | Wygrana   | [ 403 ] |

## Filmografia
Lista filmów, w których Cooper wystąpił w pierwszoplanowych rolach:

- Rozpętane żywioły (1926)
- Dzieci rozwodu (1927)
- Arizona Bound (1927)
- Nevada (1927)
- The Last Outlaw (1927)
- Beau Sabreur (1928)
- Legion potępieńców (1928)
- Doomsday (1928)
- Half a Bride (1928)
- Nieśmiertelna miłość (1928)
- Dusze w rozterce (1928)
- Upadły anioł (1928)
- Pieśń żywiołów (1929)
- Zdrajca (1929)
- The Virginian (1929)
- Only the Brave (1930)
- Oszust z Teksasu (1930)
- Seven Days’ Leave (1930)
- A Man from Wyoming (1930)
- The Spoilers (1930)
- Maroko (1930)
- Fighting Caravans (1931)
- Wielkomiejskie ulice (1931)
- I Take This Woman (1931)
- Jego kobieta (1931)
- Szatan zazdrości (1932)
- Gdybym miał milion (1932)
- Pożegnanie z bronią (1932)
- Dziś żyjemy (1933)
- Na fali wspomnień (1933)
- Sztuka życia (1933)
- Alicja w Krainie Czarów (1933)
- Szpieg nr 13 (1934)
- Teraz i zawsze (1934)
- Bengali (1935)
- Noc weselna (1935)
- Peter Ibbetson (1935)
- Pokusa (1936)
- Pan z milionami (1936)
- Żółty skarb (1936)
- Niezwyciężony Bill (1936)
- Kapitan Taylor (1937)
- Marco Polo (1938)
- Ósma żona Sinobrodego (1938)
- Kowboj i dama (1938)
- Braterstwo krwi (1939)
- Pokonać strach (1939)
- Człowiek z Zachodu (1940)
- Policja konna Północnego Zachodu (1940)
- Obywatel John Doe (1941)
- Sierżant York (1941)
- Ognista kula (1941)
- Duma Jankesów (1942)
- Komu bije dzwon (1943)
- Historia doktora Wassella (1944)
- Casanova Brown (1944)
- Wtedy zjawił się Jones (1945)
- Odcinek Saratoga (1945)
- W tajnej misji (1946)
- Unconquered (1947)
- Good Sam (1948)
- The Fountainhead (1949)
- Grupa uderzeniowa (1949)
- Tytoń! (1950)
- Dallas (1950)
- You’re in the Navy Now (1951)
- It’s a Big Country (1951)
- Odległe bębny (1951)
- W samo południe (1952)
- Tropem koniokradów (1952)
- Powrót do raju (film 1953) (1953)
- Płynne złoto (1953)
- Ogród zła (1954)
- Vera Cruz (1954)
- Billy Mitchell przed sądem wojskowym (1955)
- Przyjacielska perswazja (1956)
- Miłość po południu (1957)
- Człowiek, którego już nie ma (1958)
- Człowiek z Zachodu (1958)
- Drzewo powieszonych (1959)
- W drodze do Cordury (1959)
- Wrak „Mary Deare” (1959)
- Nagie ostrze (1961)